# ФК «Ростов» в сезоне 2015/2016
Сезон 2015/2016 годов стал для ФК «Ростов» 86-м в его истории, 22-м в истории чемпионата России и 6-м подряд в премьер-лиге. Команда приняла участие в 24-м чемпионате страны и в 24-м розыгрыше кубка. Прошлый сезон команда закончила на 14-м месте, после чего обыграла по сумме двух матчей Тосно (закончившая сезон в ФНЛ на 3-м месте) и сохранила прописку в премьер-лиге. В национальном кубке «Ростов» выбыл на стадии 1/16 финала.

## Команда 2015/16

### Хронология сезона

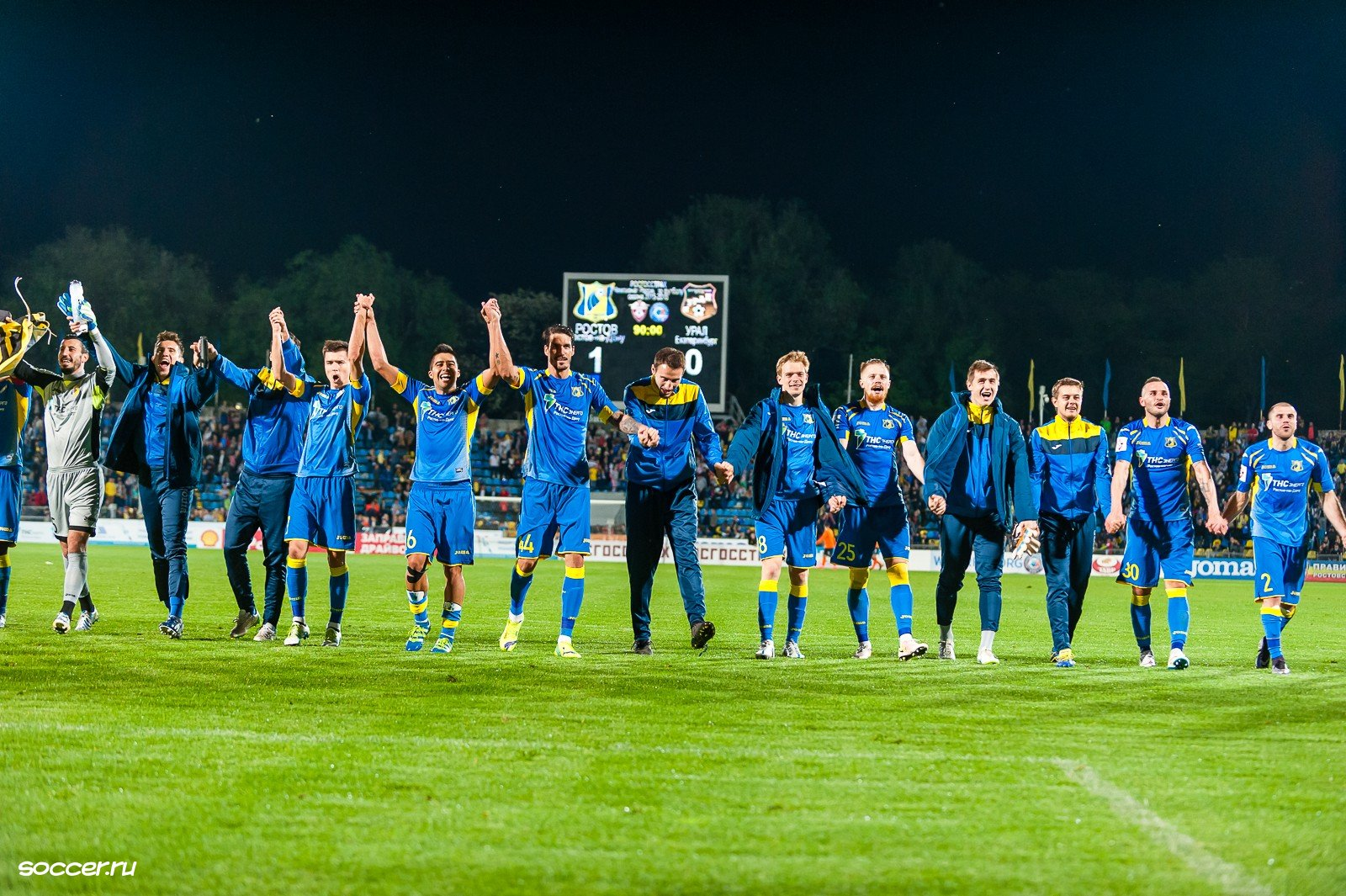
Футболисты «Ростова» после победы над «Уралом» в 29-м туре РФПЛ

- 10 июня 2015 года РФС наказал «Ростов» запретом на регистрацию новых игроков и ограничением заявки из-за наличия долгов[1].
- 29 июня 2015 года Курбан Бердыев продлил контракт с «Ростовом»[2], срок контракта на 1 год.[3].
- 17 июля 2015 года С «Ростова» снят запрет на регистрацию новых игроков[4].
- 30 июля 2015 года РФС запретил «Ростову» регистрировать новых игроков из-за задолженностей[5], а подписанного днем ранее Нобоа клуб не успел заявить.[6].
- 28 августа 2015 года РФС вновь снял запрет с клуба на регистрацию игроков, следовательно, Нобоа и другие игроки были заявлены..[7]
- 24 августа 2015 года в торгово-развлекательном центре «Горизонт» состоялась презентация новичков ФК «Ростов» в присутствии несколько сотен человек. На встречу пришли защитники Денис Терентьев и Сесар Навас, полузащитники Кристиан Нобоа и Павел Могилевец.[8]

### Состав команды

#### Основной состав

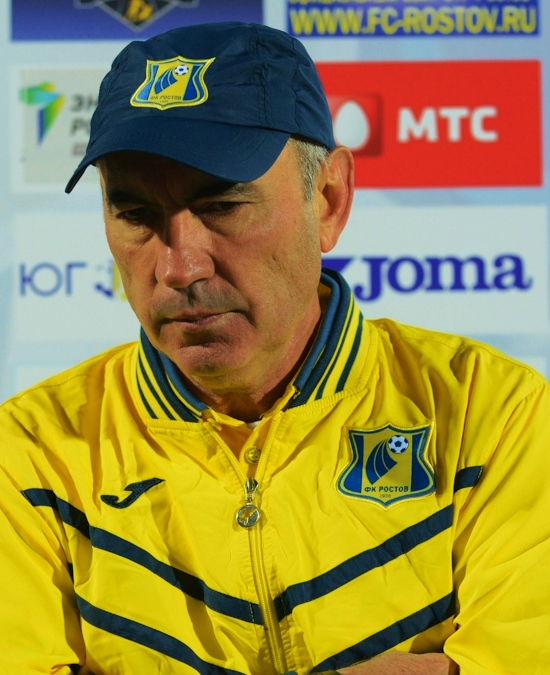
Главный тренер «Ростова» в сезоне 2015—2016 — Курбан Бердыев

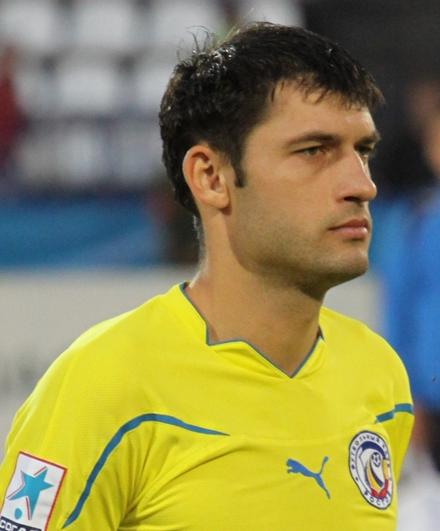
Капитан «Ростова» в сезоне 2015—2016 — полузащитник Александр Гацкан

| 1             | Стас Покатилов      | Флаг Казахстана              | 8 декабря 1992  | Актобе                  |
| 35            | Сослан Джанаев      | Флаг России                  | 13 марта 1987   | Спартак (Москва)        |
| 77            | Никита Медведев     | Флаг России                  | 17 декабря 1994 | Зенит-Ижевск            |
| 97            | Евгений Гошев       | Флаг России                  | 17 июня 1997    | ФШМ «Ростов-М2»         |
| Защитники     |                     |                              |                 |                         |
| 4             | Денис Терентьев     | Флаг России                  | 13 августа 1992 | Зенит (Санкт-Петербург) |
| 15            | Баштуш              | Флаг Анголы                  | 23 ноября 1991  | Петру Атлетику          |
| 25            | Иван Новосельцев    | Флаг России                  | 25 августа 1991 | Торпедо (Москва)        |
| 28            | Борис Ротенберг     | Флаг России · Флаг Финляндии | 16 мая 1986     | Динамо (Москва)         |
| 30            | Фёдор Кудряшов      | Флаг России                  | 5 апреля 1987   | Терек                   |
| 34            | Тимофей Маргасов    | Флаг России                  | 12 июня 1992    | Енисей                  |
| 44            | Сесар Навас         | Флаг Испании                 | 14 февраля 1980 | Рубин                   |
| Полузащитники |                     |                              |                 |                         |
| 2             | Тимофей Калачёв     | Флаг Беларуси                | 1 мая 1981      | Крылья Советов          |
| 6             | Саид Эззатоллахи    | Флаг Ирана                   | 1 октября 1996  | Атлетико Мадрид C       |
| 8             | Мусса Думбия        | Флаг Мали                    | 15 августа 1994 | Реал (Бамако)           |
| 9             | Каку Гелор Канга    | Флаг Габона                  | 1 сентября 1990 | Мунана                  |
| 16            | Кристиан Нобоа      | Флаг Эквадора                | 9 апреля 1985   | ПАОК                    |
| 17            | Игорь Киреев        | Флаг России                  | 17 февраля 1992 | Спартак (Москва)        |
| 18            | Павел Могилевец     | Флаг России                  | 25 января 1993  | Зенит (Санкт-Петербург) |
| 19            | Хорен Байрамян      | Флаг России                  | 7 января 1992   | МИТОС                   |
| 23            | Александр Трошечкин | Флаг России                  | 23 апреля 1996  | Анжи                    |
| 84            | Александр Гацкан    | Флаг Молдовы                 | 27 марта 1984   | Рубин                   |
| 89            | Александр Ерохин    | Флаг России                  | 13 октября 1989 | Урал                    |
| Нападающие    |                     |                              |                 |                         |
| 7             | Дмитрий Полоз       | Флаг России                  | 12 июня 1991    | Локомотив (Москва)      |
| 11            | Александр Бухаров   | Флаг России                  | 12 марта 1985   | Зенит (Санкт-Петербург) |
| 20            | Сердар Азмун        | Флаг Ирана                   | 1 января 1995   | Рубин                   |
| 21            | Саид-Али Ахмаев     | Флаг России                  | 30 мая 1996     | Спартак (Москва)        |
| 72            | Ника Качарава       | Флаг Грузии                  | 13 января 1994  | Цхинвали                |
| 86            | Ю Бён Су            | Флаг Республики Корея        | 26 марта 1988   | Аль-Хиляль (Эр-Рияд)    |

| Курбан Бердыев    | Флаг Туркменистана | 25 августа 1952  | Главный Тренер              |
| Иван Данильянц    | Флаг Австрии       | 20 мая 1953      | Старший тренер              |
| Виталий Кафанов   | Флаг Туркменистана | 24 мая 1960      | Тренер вратарей             |
| Якуб Уразсахатов  | Флаг Туркменистана | 20 января 1951   | Специалист по физподготовке |
| Дмитрий Кириченко | Флаг России        | 17 января 1977   | Тренер                      |
| Хосе Верчили      | Флаг Испании       | 7 марта 1978     | Тренер                      |
| Юрий Солано       | Флаг Эквадора      | 21 февраля 1980  | Тренер по физподготовке     |
| Владимир Кулаев   | Флаг Украины       | 26 февраля 1958  | Тренер-аналитик             |
| Владимир Хохлов   | Флаг России        | 11 октября 1964  | Врач                        |
| Андрей Лебедев    | Флаг России        | 15 августа 1971  | Врач                        |
| Артём Козырев     | Флаг России        | 11 октября 1991  | Массажист                   |
| Алексей Бастрыкин | Флаг России        | 3 сентября 1973  | Массажист                   |
| Сантана Баес Рене | Флаг Испании       | 7 февраля 1979   | Физиотерапевт               |
| Михаил Пипенко    | Флаг России        | 19 сентября 1957 | Начальник команды           |
| Сергей Кузин      | Флаг России        | 27 февраля 1977  | Администратор               |
| Олег Лопатин      | Флаг России        | 5 апреля 1956    | Генеральный директор        |
| Константин Дзюба  | Флаг России        | 25 августа 1983  | Исполнительный директор     |

##### Трансферы
Список игроков, пришедших в клуб в ходе сезона 2015/2016:
| Поз. | Игрок               | ДР         | Прежний клуб               | Трансф. сумма   | Дата прихода | *      |
| ---- | ------------------- | ---------- | -------------------------- | --------------- | ------------ | ------ |
| Вр   | Никита Медведев     | 17.12.1994 | Зенит-Ижевск               | неизвестно      | февраль 2016 | [ 9 ]  |
| Вр   | Стас Покатилов      | 08.12.1992 | Актобе                     | неизвестно      | февраль 2016 | [ 10 ] |
| Защ  | Руслан Абазов       | 25.05.1993 | Тюмень                     | из аренды       | июнь 2015    |        |
| Защ  | Андрей Васильев     | 06.07.1981 | Арсенал (Тула)             | из аренды       | июнь 2015    |        |
| Защ  | Тимофей Маргасов    | 12.06.1992 | Сибирь (Новосибирск)       | из аренды       | июнь 2015    |        |
| Защ  | Сесар Навас         | 14.02.1980 | Рубин (Казань)             | свободный агент | июль 2015    | [ 11 ] |
| Защ  | Денис Терентьев     | 13.08.1992 | Зенит (Санкт-Петербург)    | свободный агент | июль 2015    | [ 12 ] |
| Защ  | Борис Ротенберг     | 19.05.1986 | Динамо (Москва)            | в аренду        | август 2015  | [ 13 ] |
| Защ  | Фелисио Браун Форбс | 28.8.1991  | Уфа                        | свободный агент | август 2015  | [ 14 ] |
| Защ  | Фёдор Кудряшов      | 5.4.1987   | Терек (Грозный)            | 2 000 000 €     | январь 2016  | [ 16 ] |
| ПЗ   | Хорен Байрамян      | 07.01.1992 | Волгарь (Астрахань)        | из аренды       | июнь 2015    |        |
| ПЗ   | Сергей Белоусов     | 04.05.1990 | Сокол (Саратов)            | из аренды       | июль 2015    |        |
| ПЗ   | Игорь Киреев        | 17.02.1992 | Амкар (Пермь)              | из аренды       | июль 2015    |        |
| ПЗ   | Артём Кулишев       | 26.08.1993 | Витязь (Подольск)          | из аренды       | июнь 2015    |        |
| ПЗ   | Ника Чхапелия       | 26.04.1994 | Зенит) (Пенза)             | из аренды       | июнь 2015    |        |
| ПЗ   | Азим Фатуллаев      | 07.06.1986 | Тосно (Ленинградская обл.) | из аренды       | июнь 2015    |        |
| ПЗ   | Павел Могилевец     | 25.01.1993 | Зенит (Санкт-Петербург)    | в аренду        | июль 2015    | [ 17 ] |
| ПЗ   | Саид Эззатоллахи    | 01.10.1996 | Атлетико Мадрид C          | свободный агент | июль 2015    | [ 18 ] |
| ПЗ   | Кристиан Нобоа      | 09.04.1985 | ПАОК (Салоники)            | 1 500 000 €     | июль 2015    | [ 20 ] |
| ПЗ   | Александр Ерохин    | 13.10.1989 | Урал (Екатеринбург)        | 40 000 000 ₽    | февраль 2016 | [ 22 ] |
| Нап  | Максим Лепский      | 08.04.1992 | Химки (Московская обл.)    | из аренды       | июнь 2015    |        |
| Нап  | Сердар Азмун        | 01.01.1995 | Рубин (Казань)             | в аренду        | июль 2015    | [ 23 ] |
| Нап  | Ника Качарава       | 13.01.1994 | Цхинвали (Гори)            | 300 000 €       | январь 2016  | [ 25 ] |

Список игроков, ушедших из клуба в ходе сезона 2015/2016:
| Поз. | Игрок               | ДР         | Новый клуб                 | Трансф. сумма   | Дата ухода   | *      |
| ---- | ------------------- | ---------- | -------------------------- | --------------- | ------------ | ------ |
| Вр   | Антон Амельченко    | 27.03.1985 | Факел (Воронеж)            | свободный агент | июнь 2015    | [ 26 ] |
| Вр   | Стипе Плетикоса     | 08.01.1979 | Депортиво (Ла-Корунья)     | свободный агент | июнь 2015    | [ 27 ] |
| Защ  | Руслан Абазов       | 25.05.1993 | Тюмень                     | в аренду        | август 2015  | [ 28 ] |
| Защ  | Максим Бордачёв     | 18.05.1986 | Томь (Томск)               | из аренды       | июнь 2015    |        |
| Защ  | Андрей Васильев     | 11.02.1992 | Зенит (Санкт-Петербург)    | неизвестно      | август 2015  | [ 29 ] |
| Защ  | Владимир Гранат     | 22.05.1987 | Спартак (Москва)           | из аренды       | июнь 2015    | [ 30 ] |
| Защ  | Виталий Дьяков      | 31.01.1989 | Динамо (Москва)            | свободный агент | июль 2015    | [ 31 ] |
| Защ  | Сиянда Кулу         | 30.12.1991 | Кайзер Чифс (Йоханнесбург) | свободный агент | июль 2015    | [ 32 ] |
| Защ  | Игор Лоло           | 22.07.1982 | Вестерло                   | свободный агент | июнь 2015    | [ 33 ] |
| Защ  | Хрвое Милич         | 10.05.1989 | Хайдук (Сплит)             | свободный агент | август 2015  | [ 34 ] |
| Защ  | Фелисио Браун Форбс | 28.8.1991  | Арсенал (Тула)             | свободный агент | февраль 2016 |        |
| ПЗ   | Сергей Белоусов     | 04.05.1990 | Металлург (Липецк)         | свободный агент | август 2015  | [ 35 ] |
| ПЗ   | Максим Григорьев    | 06.07.1990 | Локомотив (Москва)         | из аренды       | июнь 2015    |        |
| ПЗ   | Артём Кулишев       | 26.08.1993 | Динамо (Санкт-Петербург)   | в аренду        | июль 2015    | [ 36 ] |
| ПЗ   | Михаил Платика      | 15.03.1990 | Шинник (Ярославль)         | свободный агент | июль 2015    | [ 37 ] |
| ПЗ   | Алексей Ребко       | 13.11.1984 | Ника (Москва) (Сан-Паулу)  | свободный агент | июнь 2015    | [ 38 ] |
| ПЗ   | Дмитрий Торбинский  | 28.04.1984 | Краснодар                  | свободный агент | июль 2015    | [ 39 ] |
| ПЗ   | Азим Фатуллаев      | 07.06.1986 | Енисей (Красноярск)        | неизвестно      | август 2015  | [ 40 ] |
| ПЗ   | Эдгарас Чеснаускис  | 05.02.1984 | свободный агент            | свободный агент | июль 2015    |        |
| ПЗ   | Ника Чхапелия       | 26.04.1996 | Балтика (Калининград)      | свободный агент | июль 2015    |        |
| Нап  | Сердар Азмун        | 01.01.1995 | Рубин (Казань)             | из аренды       | июль 2015    |        |
| Нап  | Артем Дзюба         | 22.08.1988 | Зенит (Санкт-Петербург)    | из аренды       | июль 2015    | [ 41 ] |
| Нап  | Максим Лепский      | 08.04.1992 | Зенит (Пенза)              | свободный агент | июль 2015    |        |
| Нап  | Вахыт Оразсахедов   | 07.04.1991 | ЦСКА (Ашхабад)             | свободный агент | июль 2015    |        |

#### Дублирующий состав
| 12            | Никита Чагров       | Флаг России | 24 апреля 1997  | Торпедо (Москва)        |
| 51            | Иван Зозин          | Флаг России | 3 июня 1998     | ФШМ «Ростов-М2»         |
| 62            | Владислав Суслов    | Флаг России | 13 ноября 1995  | ДЮСШ Арсенал (Тула)     |
| 94            | Роман Пшуков        | Флаг России | 3 июня 1998     | ФШМ «Ростов-М2»         |
| Защитники     |                     |             |                 |                         |
| 40            | Дмитрий Христис     | Флаг России | 13 августа 1992 | Донэнерго (Аксай)       |
| 45            | Антон Лазуткин      | Флаг России | 5 ноября 1994   | ФШМ «Ростов-М2»         |
| 59            | Иван Реутенко       | Флаг России | 19 января 1998  | ФШМ «Ростов-М2»         |
| 63            | Александр Логунов   | Флаг России | 22 июня 1996    | Локомотив (Москва)      |
| 66            | Даниил Остапенко    | Флаг России | 8 июня 1995     | ФШМ «Ростов-М2»         |
| 73            | Алексей Гречкин     | Флаг России | 5 февраля 1996  | Спартак (Москва)        |
| 96            | Никита Бочаров      | Флаг России | 25 февраля 1998 | ФШМ «Ростов-М2»         |
| 98            | Сергей Киряков      | Флаг России | 15 июля 1998    | ФШМ «Ростов-М2»         |
| Полузащитники |                     |             |                 |                         |
| 31            | Руслан Шаповалов    | Флаг России | 9 августа 1995  | РО УОР (Ростов-на-Дону) |
| 37            | Сергей Забродин     | Флаг России | 25 февраля 1998 | ФШМ «Ростов-М2»         |
| 41            | Николай Станкевич   | Флаг России | 7 июля 1997     | ФШМ «Ростов-М2»         |
| 48            | Артём Максименко    | Флаг России | 27 мая 1998     | Динамо (Москва)         |
| 49            | Дмитрий Тананеев    | Флаг России | 12 мая 1998     | ФШМ «Ростов-М2»         |
| 56            | Артем Соболь        | Флаг России | 4 июля 1996     | СКА (Ростов-на-Дону)    |
| 58            | Максим Кондрашёв    | Флаг России | 14 февраля 1998 | ФШМ «Ростов-М2»         |
| 60            | Алексей Нескоромный | Флаг России | 1 августа 1998  | Локомотив (Москва)      |
| 68            | Василий Липин       | Флаг России | 22 января 1998  | ФШМ «Ростов-М2»         |
| 69            | Никита Ковалев      | Флаг России | 31 марта 1996   | ФШМ «Ростов-М2»         |
| 70            | Андрей Сиденко      | Флаг России | 30 августа 1995 | РО УОР (Ростов-на-Дону) |
| 71            | Дмитрий Вебер       | Флаг России | 10 февраля 1999 | СКА (Ростов-на-Дону)    |
| 74            | Евгений Стуканов    | Флаг России | 9 января 1996   | СКА (Ростов-на-Дону)    |
| 80            | Джамбулат Дулаев    | Флаг России | 18 октября 1998 | Алания                  |
| 81            | Роман Ходунов       | Флаг России | 28 марта 1997   | СКА (Ростов-на-Дону)    |
| 83            | Илья Захаров        | Флаг России | 7 августа 1996  | СКА (Ростов-на-Дону)    |
| 87            | Максим Сухомлинов   | Флаг России | 9 сентября 1998 | ФШМ «Ростов-М2»         |
| 88            | Денис Машкин        | Флаг России | 16 июля 1996    | ФШМ «Ростов-М2»         |
| 90            | Филипп Кондрюков    | Флаг России | 24 февраля 1997 | ФШМ «Ростов-М2»         |
| 91            | Данила Хахалев      | Флаг России | 23 января 1997  | ФШМ «Ростов-М2»         |
| Нападающие    |                     |             |                 |                         |
| 46            | Данила Люфт         | Флаг России | 21 февраля 1998 | ФШМ «Ростов-М2»         |
| 78            | Дмитрий Соловьёв    | Флаг России | 6 января 1998   | ФШМ «Ростов-М2»         |
| 99            | Неманья Николич     | Флаг Сербии | 19 октября 1992 | Грбаль                  |

| Игорь Гамула       | Флаг Украины | 17 февраля 1960  | Старший Тренер  |
| Александр Маслов   | Флаг России  | 25 декабря 1969  | Тренер          |
| Александр Балахнин | Флаг России  | 1 апреля 1955    | Тренер вратарей |
| Клим Зенин         | Флаг России  | 29 ноября 1988   | Врач            |
| Георгий Чернов     | Флаг России  | 9 августа 1950   | Массажист       |
| Олег Страданченков | Флаг России  | 1 декабря 1985   | Администратор   |
| Павел Гусев        | Флаг России  | 16 сентября 1982 | Администратор   |
| Андрей Цомин       | Флаг России  | 17 августа 1983  | Администратор   |

##### Трансферы
Список игроков, пришедших в дублирующий состав в ходе сезона 2015/2016:
| Поз. | Игрок               | ДР         | Прежний клуб                     | Трансф. сумма   | Дата прихода | * |
| ---- | ------------------- | ---------- | -------------------------------- | --------------- | ------------ | - |
| Защ  | Игорь Губанов       | 04.02.1992 | МИТОС (Новочеркасск)             | из аренды       | июнь 2015    |   |
| Защ  | Темур Мустафин      | 15.04.1995 | Авангард) (Курск)                | из аренды       | июнь 2015    |   |
| Защ  | Александр Логунов   | 22.06.1996 | Локомотив (Москва)               | неизвестно      | февраль 2016 |   |
| Пз   | Иван Бакланов       | 16.03.1995 | Арсенал-2 (Тула)                 | из аренды       | июнь 2015    |   |
| Пз   | Артём Кулишев       | 26.08.1993 | Витязь (Подольск) (Подольск)     | из аренды       | июнь 2015    |   |
| Пз   | Евгений Стуканов    | 09.01.1996 | СКА (Ростов-на-Дону)             | неизвестно      | июль 2015    |   |
| Пз   | Артем Максименко    | 27.05.1998 | Динамо (Москва)                  | неизвестно      | июль 2015    |   |
| Пз   | Дмитрий Вебер       | 10.02.1999 | СКА (Ростов-на-Дону)             | неизвестно      | февраль 2016 |   |
| Пз   | Джамбулат Дулаев    | 18.10.1998 | Алания (Владикавказ)             | свободный агент | февраль 2016 |   |
| Пз   | Илья Захаров        | 07.08.1996 | СКА (Ростов-на-Дону)             | неизвестно      | февраль 2016 |   |
| Пз   | Алексей Нескоромный | 01.08.1998 | Локомотив (Москва)               | неизвестно      | февраль 2016 |   |
| Пз   | Артем Соболь        | 04.07.1996 | СКА (Ростов-на-Дону)             | неизвестно      | февраль 2016 |   |
| Пз   | Дмитрий Тананеев    | 12.05.1998 | ФШМ «Ростов-М2» (Ростов-на-Дону) | неизвестно      | февраль 2016 |   |
| Пз   | Роман Ходунов       | 28.03.1997 | СКА (Ростов-на-Дону)             | неизвестно      | февраль 2016 |   |

Список игроков, ушедших из дублирующего состава в ходе сезона 2015/2016:
| Поз. | Игрок                | ДР         | Новый клуб               | Трансф. сумма   | Дата ухода  | * |
| ---- | -------------------- | ---------- | ------------------------ | --------------- | ----------- | - |
| Защ  | Игорь Губанов        | 04.02.1992 | Сибирь (Новосибирск)     | неизвестно      | июль 2015   |   |
| Защ  | Константин Кулабухов | 03.04.1995 | Динамо (Барнаул)         | неизвестно      | июль 2015   |   |
| Защ  | Михаил Мартынов      | 01.02.1995 | Волга (Тверь)            | неизвестно      | июль 2015   |   |
| Защ  | Антон Смирнов        | 23.01.1994 | свободный агент          | свободный агент | июль 2015   |   |
| Защ  | Андрей Демченко      | 01.07.1993 | Солярис (Москва)         | неизвестно      | август 2015 |   |
| Пз   | Иван Бакланов        | 16.03.1995 | Домодедово (Москва)      | свободный агент | июнь 2015   |   |
| Пз   | Артём Кулишев        | 26.08.1993 | Динамо (Санкт-Петербург) | в аренду        | июль 2015   |   |
| Пз   | Александр Юрьев      | 31.10.1996 | Витязь (Подольск)        | неизвестно      | июнь 2015   |   |
| Пз   | Темур Мустафин       | 15.04.1995 | Авангард (Курск)         | в аренду        | август 2015 |   |
| Нап  | Александр Степанов   | 10.06.1994 | Торпедо (Москва)         | неизвестно      | июль 2015   |   |
| Нап  | Геннадий Козлов      | 07.01.1995 | Зенит-Ижевск             | неизвестно      | август 2015 |   |

#### Академия
«Ростов-М-2» (команда 1998 года рождения): Безверхний Кирилл (20.02.1998), Бочаров Никита (25.02.1998), Гамеев Андрей (02.06.1998), Дгебуадзе Георгий (06.07.1998), Забродин Серегей (25.02.1998), Зимовец Андрей (09.06.1998), Коряков Сергей (15.07.1998), Ковалев Ярослав (23.03.1998), Кондрашев Максим (14.02.1998), Кутевадзе Михаил (20.08.1998), Липин Василий Сергеевич (22.01.1998), Магомедов Эльдар (15.11.1998), Пшуков Роман (28.01.1998), Реутенко Иван (19.01.1998), Смахтин Павел (24.01.1998), Соловьев Дмитрий (06.01.1998), Сухомлинов Максим (09.09.1998), Тананеев Дмитрий (12.05.1998), Тания Леон (08.08.1998), Удзиев Магомед (09.02.1998), Цырин Владимир (24.09.1998), Шальнев Митрофан (19.08.1998), Шахраманян Роман (04.10.1998), Мовсесян Арам (05.01.1998), Зюзин Иван (04.06.1998).
Тренеры «Ростов-М-2»: Селин Сергей Гаврилович (26.04.1956), Селин Андрей Сергеевич (23.04.1981).

## Чемпионат России 2015/16
Основная статья: Чемпионат России по футболу 2015/2016
В новом сезоне формате лимита на легионеров российской Премьер-Лиги претерпел изменение. Лимит будет действовать по системе «7+4».

### Результаты матчей
| 18 июля 2015 1 тур | Ростов (Ростов-на-Дону)                         | 1:1 (1:0)             | Терек (Грозный) | Ростов-на-Дону                                                     |
| 21:00 MSK | Думбия (Калачев) 38′ · Калачев (грубый фол) 33' | Протокол 1 Протокол 2 | Лебеденко (Айссати) 70′ · Лебеденко (придержание футболки) 31' · Родолфо 33' · Пирис 40' · Кузяев (срыв атаки) 63' · Рыбусь (грубый фол) 74' · Маурисио (грубый) 86' | Стадион: «Олимп-2» Зрителей: 10 534 Судья: Сергей Карасёв (Москва) |
| Ростов: Джанаев, Маргасов, Баштуш, Навас, Новосельцев, Гацкан (к), Канга, Калачев, Полоз (Могилевец, 75), Думбия, Бухаров. Запасные: Гошев, Терентьев, Трошечкин, Ю. Главный тренер: Курбан Бекиевич Бердыев. Терек: Годзюр, Семенов, Родолфо, Кузяев, Иванов, Адилсон, Пирис (Маурисио, 73), Айссати, Рыбусь, Лебеденко (Митришев, 91), Мбенг (Садаев, 83) Запасные: Городов, Коморовски, Кану, Кадыров, Шахтиев. Главный тренер: Рашид Маматкулович Рахимов. |                                                 |                       | |                                                                    |

| 25 июля 2015 2 тур | Уфа                                                                 | 1:2 (0:1)             | Ростов (Ростов-на-Дону)                                                 | Уфа                                                              |
| 20:00 MSK | Зинченко (штрафной удар) 78′ · Ханджич (неспортивное поведение) 51' | Протокол 1 Протокол 2 | Ю (Канга, Навас) 46′ · Думбия (неспортивное поведение) 63' · Баштуш 87′ | Стадион: «Старт» Зрителей: 3 375 Судья: Сергей Куликов (Саранск) |
| Уфа: Юрченко (к), Сухов, Никитин (Карлос, 75), Тумасян, Верховцов (Осипов, 66), Стоцкий, Пауревич, Засеев, Фомин (Зинченко, 50), Ханджич, Игбун. Запасные: Нарубин, Кацалапов, Семакин, Галиулин, Безденежных, Килин. Главный тренер: Игорь Владимирович Колыванов. Ростов: Джанаев, Маргасов, Баштуш, Навас, Новосельцев, Гацкан (к), Канга, Калачев, Ю (Могилевец, 80), Думбия (Терентьев, 71), Бухаров (Азмун, 72). Запасные: Гошев, Трошечкин, Байрамян. Главный тренер: Курбан Бекиевич Бердыев. |                                                                     |                       |                                                                         |                                                                  |

| 2 августа 2015 3 тур | Ростов (Ростов-на-Дону)                    | 0:0 (0:0)             | Краснодар                                          | Ростов-на-Дону                                                                    |
| 20:00 MSK | Калачев (грубый фол) 23' · Навас (фол) 74' | Протокол 1 Протокол 2 | Ахмедов (грубый фол) 25' · Калешин (симуляция) 70' | Стадион: «Олимп-2» Зрителей: 12 997 Судья: Владислав Безбородов (Санкт-Петербург) |
| Ростов: Джанаев, Маргасов, Баштуш, Навас, Новосельцев, Гацкан (к), Могилевец (Бухаров, 74), Калачев, Канга, Полоз (Терентьев, 78), Ю (Азмун, 57). Запасные: Гошев, Трошечкин, Байрамян, Думбия, Ахмаев. Главный тренер: Курбан Бекиевич Бердыев. Краснодар: Дикань, Калешин, Гранквист, Сигурдссон, Петров, Газинский (Страндберг, 80), Мамаев, Ахмедов, Ари (Лаборде, 60), Смолов, Вандерсон (Быстров, 65). Запасные: Кавлинов, Синицын, Енджейчик, Торбинский, Батютин.. Главный тренер: Олег Георгиевич Кононов. |                                            |                       |                                                    |                                                                                   |

| 10 августа 2015 4 тур | Рубин (Казань)                                                                         | 0:3 (0:2)             | Ростов (Ростов-на-Дону)                                                                       | Казань                                                                  |
| 18:00 MSK | Камболов (фол) 59' · Оздоев (грубый фол) 82' · Георгиев (неспортивное поведение) 90+4' | Протокол 1 Протокол 2 | Бухаров (Калачев) 44′ · Бухаров (фол) 35' · Канга (Калачев) 39′ · Бухаров (Канга, Гацкан) 73′ | Стадион: «Центральный» Зрителей: 5 842 Судья: Алексей Николаев (Москва) |
| Рубин: Рыжиков, Лемос, Кверквелия, Камболов, Котуньо, Карадениз, Георгиев, Оздоев, Билялетдинов, Шейдаев (Портнягин, 46), Канунников (Дядюн, 78). Запасные: Хагиги, Нестеренко, Набиуллин, Батов, Эдуардо, Кисляк, Ахметов. Главный тренер: Ринат Саярович Билялетдинов. Ростов: Джанаев, Маргасов, Баштуш, Навас, Новосельцев, Могилевец, Гацкан (к), Калачев (Терентьев,75), Канга, Думбия (Полоз, 79), Бухаров (Ю, 75). Запасные: Гошев, Трошечкин, Байрамян, Ахмаев. Главный тренер: Курбан Бекиевич Бердыев. |                                                                                        |                       |                                                                                               |                                                                         |

| 16 августа 2015 5 тур | Ростов (Ростов-на-Дону)    | 1:1 (1:0)             | Крылья Советов (Самара)                      | Ростов-на-Дону                                                           |
| 20:00 MSK | Полоз (Бухаров) 13′ (пен.) | Протокол 1 Протокол 2 | Таранов (фол) 12' · Габулов (Корниленко) 74′ | Стадион: «Олимп-2» Зрителей: 13 057 Судья: Михаил Вилков (Ниж. Новгород) |
| Ростов: Джанаев, Маргасов, Баштуш, Навас, Новосельцев, Гацкан (к), Могилевец, Калачев, Канга, Полоз, Бухаров (Азмуе, 57). Запасные: Гошев, Терентьев, Трошечкин, Байрамян, Ю. Главный тренер: Курбан Бекиевич Бердыев. Крылья Советов: Конюхов, Надсон, Концедалов, Таранов (Симайс, 76), Бурлак, Цаллагов, Габулов (Горбатенко, 90+3), Садик (Ятченко, 86), Померко, Драгун, Корниленко. Запасные: Лобанцев, Шильников, Чочиев, Махмудов. Главный тренер: Франк Веркотерен. |                            |                       |                                              |                                                                          |

| 22 августа 2015 6 тур | ЦСКА (Москва)                     | 2:1 (0:1)             | Ростов (Ростов-на-Дону) | Арена Химки                                                                |
| 18:00 MSK | Муса (Вернблум) 66′ · Дзагоев 88′ | Протокол 1 Протокол 2 | Азмун (Бухаров) 10′ · Могилевец (срыв атаки) 38' · Бухаров (грубый фол) 52' · Калачев (неспортивное поведение) 90+4' · Канга (неспортивное поведение) 90+4' | Стадион: «Звезда» Зрителей: 7 000 Судья: Кирилл Левников (Санкт-Петербург) |
| ЦСКА: Акинфеев, Фернандес, А. Березуцкий, В. Березуцкий, Щенников, Натхо, Дзагоев (Миланов, 90+1), Тощич (Вернблум, 63), Еременко, Муса, Думбия (Головин, 89). Запасные: Помазун, Игнашевич, Васин, Набабкин, Ефремов, Цауня, Панченко. Главный тренер: Леонид Викторович Слуцкий. Ростов: Джанаев, Калачев, Баштуш, Навас, Новосельцев, Маргасов, Гацкан (к), Могилевец, Гацкан, Канга, Бухаров (Полоз, 70), Азмун (Ю, 74). Запасные: Гошев, Терентьев, Трошечкин, Байрамян. Главный тренер: Курбан Бекиевич Бердыев. |                                   |                       | |                                                                            |

| 28 августа 2015 7 тур | Ростов (Ростов-на-Дону) | 1:0 (0:0)             | Амкар (Пермь) | Ростов-на-Дону                                                      |
| 20:00 MSK | Маргасов (грубая игра) 46' · Калачев (неспортивное поведение) 59' · Новосельцев (грубая игра) 60' · Азмун (грубая игра) 60' · Нобоа (Калачев) 65′ | Протокол 1 Протокол 2 | Пеев (грубая игра) 52' · Огуде (неспортивное поведение) 58` · Белоруков (грубая игра) 60' · Занев (срыв атаки) 65' · Салугин (грубая игра) 84' · Черенчиков (грубая игра) 87' · Комолов (грубая игра) 90+3' | Стадион: «Олимп-2» Зрителей: 12 987 Судья: Алексей Матюнин (Москва) |
| Ростов: Джанаев, Маргасов, Баштуш, Навас, Новосельцев, Гацкан (к), Могилевец, Калачев, Нобоа, Полоз (Байрамян, 88), Азмун (Бухаров, 77). Запасные: Гошев, Терентьев, Трошечкин, Ахмаев, Ю. Главный тренер: Курбан Бекиевич Бердыев. Амкар: Селихов, Занев, Белоруков, Черенчиков, Бутко, Гол, Баланович (Салугин, 75), Пеев (Узочукву, 64), Огуде, Джикия (Комолов, 33), Прудников. Запасные: Герус, Идову, Придюк, Арзуманян, Шаваев, Йовичич, Курзенёв. Главный тренер: Гаджи Муслимович Гаджиев. | |                       | |                                                                     |

| 13 сентября 2015 8 тур | Спартак (Москва)                                                                          | 1:0 (1:0)             | Ростов (Ростов-на-Дону)                        | Москва                                                                                    |
| 13:30 MSK | Промес (Широков) 27′ · Д. Комбаров (неспортивное поведение) 52' · Попов (грубая игра) 58' | Протокол 1 Протокол 2 | Ю (грубая игра) 52' · Баштуш (грубая игра) 58' | Стадион: «Открытие Арена» Зрителей: 22 228 Судья: Владислав Безбородов (Санкт-Петербург). |
| Спартак: Ребров (к), К. Комбаров, Таски, Боккетти, Д. Комбаров, Глушаков (Гранат, 88), Ромуло, Промес, Попов, Широков (Паршивлюк, 71), Мовсисян (Макеев, 61). Запасные: Митрюшкин, Зотов, Озбилиз, Козлов, Бакаев. Главный тренер: Дмитрий Анатольевич Аленичев. Ростов: Джанаев, Маргасов, Баштуш, Навас, Новосельцев, Терентьев (Ю, 58), Могилевец, Гацкан, Нобоа, Азмун (Бухаров, 58), Полоз. Запасные: Гошев, Ротенберг, Трошечкин, Байрамян, Ахмаев. Главный тренер: Курбан Бекиевич Бердыев. |                                                                                           |                       |                                                |                                                                                           |

| 18 сентября 2015 9 тур | Ростов (Ростов-на-Дону) | 1:0 (1:0)             | Анжи (Махачкала) | Ростов-на-Дону                                                      |
| 19:00 MSK | Маргасов (срыв атаки) 1' · Могилевец (Терентьев) 7′ · Навас (грубая игра) 75' · Байрамян (неспортивное поведение) 75' · Калачев (грубая игра) 83' · Ротенберг (грубая игра) 90' | Протокол 1 Протокол 2 |                  | Стадион: «Олимп-2» Зрителей: 13 257 Судья: Виталий Мешков (Дмитров) |
| Ростов: Джанаев, Терентьев, Баштуш, Навас, Маргасов, Могилевец (Ю, 41), Гацкан (к), Калачев, Нобоа, Полоз (Ротенберг, 84), Бухаров (Байрамян, 69). Запасные: Гошев, Трошечкин, Думбия, Азмун. Главный тренер: Курбан Бекиевич Бердыев. Анжи: Песьяков, Ещенко, Жиров, Гаджибеков, Тигиев (Хадарцев, 82), Лазич, Мутари, Аруна, Мкртчян, Леонардо (Эбесилио, 65), Алмейда (Боли, 58). Запасные: Дженетов, Помазан, Тагирбеков, Зотов, Агаларов, Сердеров, Мусалов. Главный тренер: Юрий Павлович Сёмин. | |                       |                  |                                                                     |

| 28 сентября 2015 10 тур | Ростов (Ростов-на-Дону) | 2:1 (1:1)             | Кубань (Краснодар) | Ростов-на-Дону                                                    |
| 19:00 MSK | Полоз (Байрамян) 22′ (пен.) · Полоз 51′ · Терентьев (грубая игра) 54' · Нобоа (грубая игра) 71' · Навас (неспортивное поведение) 81' · Азмун (неспортивное поведение) 81' | Протокол 1 Протокол 2 | Рабиу (грубая игра) 20' · Ткачев (Игнатьев) 34′ · Манолев (грубая игра) 77' · Армаш (неспортивное поведение) 81' · Бугаев (неспортивное поведение) 81' | Стадион: «Олимп-2» Зрителей: 14 057 Судья: Адлан Хатуев (Грозный) |
| Ростов: Джанаев, Маргсов, Баштуш, Навас, Терентьев, Гацкан, Нобоа, Калачев (Думбия, 63), Полоз, Байрамян (Бухаров, 89), Азмун. Запасные: Гошев, Ротенберг, Могилевец, Трошечкин, Ю. Главный тренер: Курбан Бекиевич Бердыев. Кубань: Беленов, Манолев, Шандау, Армаш, Бугаев, Мельгарехо (Бальде, 75), Рабиу, Кулик (Каретник (90+1), Игнатьев, Хубулов (Тлисов, 64), Ткачев. Запасные: Фролов, Клещенко, Якуба, Нурисов, Георгиевский. Главный тренер: Сергей Абуезидович Ташуев. | |                       | |                                                                   |

| 3 октября 2015 11 тур | Зенит (Санкт-Петербург)                                     | 3:0 (2:0)             | Ростов (Ростов-на-Дону) | Санкт-Петербург                                                        |
| 17:00 MSK | Смольников (Халк) 26′ · Дзюба (Халк) 34′ · Данни (Халк) 89′ | Протокол 1 Протокол 2 | Азмун (грубая игра) 42' | Стадион: Петровский Зрителей: 16 703 Судья: Александр Егоров (Саранск) |
| Зенит: Кержаков, Смольников, Гарай, Нету, Анюков, Гарсия, Витсель (Ткачук, 90+2), Данни, Шатов (Рязанцев, 87), Дзюба (Юсупов, 83), Халк. Запасные: Лодыгин, Малафеев, Ломбертс, Зинков, Евсеев, Богаев, Долгов. Главный тренер: Андре Виллаш-Боаш. Ростов: Джанаев, Ротенберг (Байрамян, 57), Баштуш, Навас, Новосельцев, Маргасов, Гацкан, Нобоа, Канга, Азмун (Бухаров, 57), Полоз (Думбия, 71). Запасные: Гошев, Терентьев, Трошечкин, Ю. Главный тренер: Курбан Бекиевич Бердыев. |                                                             |                       |                         |                                                                        |

| 18 октября 2015 12 тур | Ростов (Ростов-на-Дону) | 3:2 (1:1)             | Мордовия (Саранск) | Ростов-на-Дону                                                       |
| 16:00 MSK | Нахушев (Навас, Калачев) 17′ (авт.) · Навас (грубая игра) 22' · Азмун (Калачев, Бухаров) 83′ · Бухаров (Маргасов, Калачев) 85′ · Калачев (грубая игра) 90' | Протокол 1 Протокол 2 | Фибель (грубая игра) 16' · Стеванович (грубая игра) 18' · Рыков (штрафной удар) 23′ · Мухаметшин (Дудиев, Шипицын) 55′ · Нахушев (грубая игра) 58' | Стадион: «Олимп-2» Зрителей: 10 035 Судья: Алексей Николаев (Москва) |
| Ростов: Джанаев, Маргасов, Баштущ, Навас, Новосельцев, Нобоа, Могилевец, Калачев (Ротенберг, 90+1), Полоз (Думбия, 66), Байрамян (Азмун, 59), Бухаров. Запасные: Гошев, Терентьев, Форбс, Трошечкин, Канга, Ахмаев. Главный тренер: Курбан Бекиевич Бердыев. Мордовия: Чебану, Фибель, Рыков, Нахушев, Тишкин, Стеванович, Шипицын (Власов, 63), Дудиев (Игнатович, 90+1), Махмудов, Мухаметшин, Самодин (Луценко, 63). Запасные: Ревишвили, Гапон, Шитов, Кобахидзе, Перендийя, Бобер, Сысуев, Иванов, Ле Таллек. Главный тренер: Андрей Львович Гордеев. | |                       | |                                                                      |

| 26 октября 2015 13 тур | Локомотив (Москва)          | 0:2 (0:0)             | Ростов (Ростов-на-Дону) | Москва                                                                    |
| 19:30 MSK | Самедов (грубая игра) 90+3' | Протокол 1 Протокол 2 | Бухаров (грубая игра) 31' · Ротенберг (грубая игра) 55' · Полоз (Бухаров) 57′ · Могилевец (грубая игра) 76' · Думбия (Азмун) 85′ | Стадион: Локомотив Зрителей: 6 380 Судья: Михаил Вилков (Нижний Новгород) |
| Локомотив: Гильерме, Янбаев (Шкулетич, 76), Дюрица, Михалик, Денисов, Шишкин, Ндинга (Миранчук, 65), Самедов, Коломейцев, Касаев (Григорьев, 82), Ниассе. Запасные: Коченков, Абаев, Логашов, Шешуков, Фернандеш, Баринов, Майкон. Главный тренер: Игорь Геннадьевич Черевченко. Ростов: Джанаев, Ротенберг (Байрамян, 65), Баштуш, Новосельцев, Маргасов, Терентьев, Нобоа, Могилевец, Калачев, Полоз (Думбия, 80), Бухаров (Азмун, 80). Запасные: Гошев, Форбс, Трошечкин, Канга, Ахмаев, Ю. Главный тренер: Курбан Бекиевич Бердыев. |                             |                       | |                                                                           |

| 1 ноября 2015 14 тур | Ростов (Ростов-на-Дону) | 1:0 (0:0)             | Динамо (Москва)                                                | Ростов-на-Дону                                                    |
| 17:00 MSK | Калачев (грубая игра) 34' · Баштуш (Бухаров, Новосельцев) 55′ · Калачев (неспортивное поведение) 61` · Байрамян (грубая игра) 82' · Джанаев (затяжка времени) 86' | Протокол 1 Протокол 2 | Дьяков (грубая игра) 6' · Ионов (неспортивное поведение) 90+1' | Стадион: «Олимп-2» Зрителей: 13 313 Судья: Дмитрий Колосков (Уфа) |
| Ростов: Джанаев, Ротенберг (Терентьев, 56), Баштуш, Навас, Новосельцев, Маргасов, Нобоа, Могилевец, Калачев, Полоз (Байрамян, 77), Бухаров (Азмун, 76). Запасные: Гошев, Форбс, Трошечкин, Канга, Думбия, Ахмаев, Ю. Главный тренер: Курбан Бекиевич Бердыев Динамо: Габулов, Козлов, Дьяков (Живоглядов, 72), Губочан, Морозов, Денисов, Зобнин, Ионов, Ташаев, Жирков, Погребняк. Запасные: Шунин, Лещук, Каляшин, Соснин, Катрич, Лёвин, Сарамутин, Обольский. Главный тренер: Андрей Николаевич Кобелев. | |                       |                                                                |                                                                   |

| 6 ноября 2015 15 тур | Урал (Екатеринбург)                              | 1:2 (1:1)             | Ростов (Ростов-на-Дону) | Екатеринбург                                                            |
| 14:00 MSK | Манучарян (Сапета) 6′ · Фидлер (грубая игра) 61' | Протокол 1 Протокол 2 | Полоз (Канга, Нобоа) 14′ · Ротенберг (грубая игра) 48' · Бухаров (симуляция) 75' · Хозин (Полоз, Нобоа) 84′ (авт.) · Канга (грубая игра) 86' | Стадион: СКБ-Банк Арена Зрителей: 6 558 Судья: Алексей Матюнин (Москва) |
| Урал: Арапов, Хозин, Фонтанелло, Новиков, Данцев, Сапета, Фидлер, Ярошенко (Емельянов, 46), Подберезкин (Ставпец, 88), Манучарян. Запасные: Шубин, Жариков, Кулаков, Горбанец, Билоног, Бурмистров, Дорожкин. Главный тренер: Вадим Викторович Скрипченко. Ростов: Джанаев, Ротенберг (Терентьев, 66), Баштуш, Навас, Новосельцев, Маргасов, Нобоа, Могилевец, Канга, Бухаров, Полоз. Запасные: Гошев, Форбс, Трошечкин, Байрамян, Думбия, Ю. Главный тренер: Курбан Бекиевич Бердыев. |                                                  |                       | |                                                                         |

| 23 ноября 2015 16 тур | Ростов (Ростов-на-Дону) | 1:1 (1:0)             | Уфа                                                             | Ростов-на-Дону                                                        |
| 19:00 MSK | Полоз (Гацкан) 29′ (пен.) · Ротенберг (грубая игра) 40' · Новосельцев (неспортивное поведение) 80' · Навас (грубая игра) 87' | Протокол 1 Протокол 2 | Марсиньо (Зинченко) 55′ · Зинченко (неспортивное поведение) 88' | Стадион: «Олимп-2» Зрителей: 11 857 Судья: Александр Егоров (Саранск) |
| Ростов: Джанаев, Ротенберг (Терентьев, 74), Навас, Новосельцев, Маргасов, Гацкан, Могилевец, Калачев, Нобоа, Полоз (Канга, 68), Ю (Азмун, 67). Запасные: Гошев, Форбс, Трошечкин, Байрамян, Ахмаев. Главный тренер: Курбан Бекиевич Бердыев. Уфа: Юрченко, Стоцкий, Аликин, Никитин, Диего, Пауревич, Фримпонг (Осипов, 86), Зинченко, Марсиньо (Галиулин, 77), Игбун (Фомин, 90), Кротов. Запасные: Лунёв, Сухов, Кацалапов, Верховцов, Семакин, Сафрониди, Ханджич. Главный тренер: Евгений Николаевич Перевертайло. | |                       |                                                                 |                                                                       |

| 30 ноября 2015 17 тур | Краснодар                                                                                    | 2:1 (0:0)             | Ростов (Ростов-на-Дону) | (Краснодар)                                                    |
| 19:00 MSK | Каборе (грубая игра) 66' · Мамаев (Лаборде) 86′ (пен.) · Вандерсон (Жоазиньо, Перейра) 90+3′ | Протокол 1 Протокол 2 | Терентьев (грубая игра) 79' · Терентьев (грубая игра) 83` · Гацкан (неспортивное поведение) 84' · Азмун (Калачев, Нобоа) 88′ | Стадион: Кубань Зрителей: 4 875 Судья: Сергей Карасёв (Москва) |
| Краснодар: Дикань, Калешин, Сигурдссон, Гранквист, Петров, Перейра (Вандерсон, 78), Каборе, Ахмедов (Жоазиньо, 74), Мамаев, Ари (Лаборде, 62), Смолов. Запасные: Коченков, Страндберг, Енджейчик, Марков, Быстров, Батютин, Комличенко. Главный тренер: Олег Георгиевич Кононов. Ростов: Джанаев, Калачев, Маргасов, Навас, Новосельцев, Терентьев, Гацкан, Нобоа, Канга (Киреев, 90+4), Бухаров (Азмун, 53), Полоз (Могилевец, 81). Запасные: Гошев, Суслов, Форбс, Трошечкин, Ахмаев, Ю. Главный тренер: Курбан Бекиевич Бердыев. |                                                                                              |                       | |                                                                |

| 4 декабря 2015 18 тур | Ростов (Ростов-на-Дону) | 1:0 (1:0)             | Рубин (Казань)                                                                                | Ростов-на-Дону                                                       |
| 19:00 MSK | Ротенберг (грубая игра) 34' · Рыжиков (Полоз) 37′ (авт.) · Джанаев (неспортивное поведение) 42' · Калачев (неспортивное поведение) 42' · Нобоа (срыв атаки) 85' | Протокол 1 Протокол 2 | Камболов (грубая игра) 30' · Кисляк (грубая игра) 36' · Георгиев (неспортивное поведение) 42` | Стадион: «Олимп-2» Зрителей: 10 457 Судья: Алексей Николаев (Москва) |
| Ростов: Джанаев, Калачев, Маргасов, Навас, Новосельцев, Ротенберг (Трошечкин, 82), Гацкан, Нобоа, Могилевец, Полоз (Канга, 78), Бухаров. Запасные: Гошев, Суслов, Форбс, Киреев, Ахмаев, Ю. Главный тренер: Курбан Бекиевич Бердыев. Рубин: Рыжиков, Кузьмин, Камболов (Устинов, 39), Кверквелия, Котуньо, Оздоев, Георгиев, Кисляк (Дядюн, 84), Билялетдинов (Эдуардо, 70), Канунников, Девич. Запасные: Хагиги, Нестеренко, Лемос, Сорокин, Батов, Шейдаев, Ахметов. Главный тренер: Валерий Александрович Чалый. | |                       |                                                                                               |                                                                      |

| 5 марта 2016 19 тур | Крылья Советов (Самара)                        | 0:1 (0:1)             | Ростов (Ростов-на-Дону)                                                           | Саранск                                                        |
| 14:30 MSK | Бурлак (грубая игра) 42' · Молло (вратарь) 60' | Протокол 1 Протокол 2 | Гацкан (Нобоа, Полоз) 22′ · Гацкан (срыв атаки) 44' · Кудряшов (срыв атаки) 90+2' | Стадион: Старт Зрителей: 3 305 Судья: Виталий Мешков (Дмитров) |
| Крылья Советов: Лория, Ятченко (Корниленко, 75), Бурлак, Таранов, Концедалов (Бато, 35), Цаллагов, Молло, Померко (Чочиев, 85), Габулов, Бруно, Яхович. Запасные: Лобанцев, Конюхов, Божин, Родич, Каленкович, Яковлев, Садик. Главный тренер: Франк Веркаутерен. Ростов: Джанаев, Кудряшов, Навас, Баштуш, Новосельцев, Маргасов, Гацкан, Нобоа, Канга (Могилевец, 67), Полоз (Калачев, 75), Азмун (Ерохин, 63). Запасные: Покатилов, Гошев, Ротенберг, Терентьев, Эззатоллахи, Киреев, Думбия, Ю, Качарава. Главный тренер: Курбан Бекиевич Бердыев. |                                                |                       |                                                                                   |                                                                |

| 12 марта 2016 20 тур | Ростов (Ростов-на-Дону) | 2:0 (1:0)             | ЦСКА (Москва) | Ростов-на-Дону                                                                    |
| 14:30 MSK | Навас (грубая игра) 20' · Азмун (срыв атаки) 27' · Полоз (Азмун, Канга) 45′ · Канга (грубая игра) 64' · Гацкан (грубая игра) 86' · Нобоа (грубая игра) 87' · Думбия (Гацкан, Нобоа, Ерохин) 90+4′ | Протокол 1 Протокол 2 | Щенников (грубая игра) 34' · Гацкан (грубая игра) 38' · Кудряшов (грубая игра) 40' · Гацкан (неспортивное поведение) 45' · Кудряшов (неспортивое поведение) 90+1' | Стадион: «Олимп-2» Зрителей: 15 800 Судья: Владислав Безбородов (Санкт-Петербург) |
| Ростов: Джанаев, Терентьев, Баштуш, Навас, Новосельцев, Маргасов, Гацкан, Нобоа, Канга (Могилевец, 72), Полоз (Думбия, 83), Азмун (Ерохин, 74). Запасные: Покатилов, Гошев, Эззатоллахи, Калачев, Киреев, Качарава. Главный тренер: Курбан Бекиевич Бердыев. ЦСКА: Акинфеев, Фернандес, Игнашевич, В. Березуцкий, Щенников (Ткачев, 77), Дзагоев, Вернблум, Тошич (Головин, 67), Широков (Оланаре, 63), Ерёменко, Муса. Запасные: Чепчугов, А. Березуцкий, Васин, Ткачёв, Натхо, Головин, Панченко, Оланаре. Главный тренер: Леонид Викторович Слуцкий. | |                       | |                                                                                   |

| 18 марта 2016 21 тур | Амкар (Пермь)                                                  | 0:0                   | Ростов (Ростов-на-Дону)                                     | Пермь                                                         |
| 17:00 MSK | Пеев (неспортивное поведение) 54' · Комолов (срыв атаки) 90+1' | Протокол 1 Протокол 2 | Полоз (неспортивное поведение) 54' · Канга (срыв атаки) 76' | Стадион: Звезда Зрителей: 9 370 Судья: Игорь Федотов (Москва) |
| Амкар: Селихов, Бутко, Зайцев, Белоруков, Занев, Гол, Йовичич, Комолов (Идову, 90+2), Пеев (Анене, 87), Баланович, Салугин (Прудников, 76). Запасные: Герус, Хомич, Джикия, Гиголаев, Дзахов, Шаваев, Панцырев, Дайк. Главный тренер: Гаджи Муслимович Гаджиев. Ростов: Джанаев, Ротенберг (Маргасов, 62), Баштуш, Навас, Новосельцев, Кудряшов, Гацкан, Нобоа, Канга (Могилевец, 79), Полоз (Думбия, 63), Ерохин. Запасные: Покатилов, Медведев, Терентьев, Эззатоллахи, Калачев, Киреев, Ахмаев, Бухаров, Качарава. Главный тренер: Курбан Бекиевич Бердыев. |                                                                |                       |                                                             |                                                               |

| 2 апреля 2016 22 тур | Ростов (Ростов-на-Дону)                                                                                                  | 2:0 (2:0)             | Спартак (Москва)                                                                 | Ростов-на-Дону                                                               |
| 19:30 MSK | Баштуш (Нобоа, Азмун) 2′ · Нобоа (Полоз, Навас) 20′ · Могилевец (грубая игра) 53' · Бухаров (неспортивное поведение) 79' | Протокол 1 Протокол 2 | Комбаров (грубая игра) 33' · Зотов (срыв атаки) 59' · Комбаров (грубая игра) 80' | Стадион: «Олимп-2» Зрителей: 15 800 Судья: Сергей Лапочкин (Санкт-Петербург) |
| Ростов: Джанаев, Ротенберг (Калачев, 57), Баштуш, Навас, Новосельцев, Могилевец, Гацкан, Нобоа, Азмун (Ерохин, 67), Полоз (Бухаров, 71). Запасные: Покатилов, Медведев, Маргасов, Терентьев, Эззатоллахи, Трошечкин, Киреев, Думбия, Качарава. Главный тренер: Курбан Бекиевич Бердыев. Спартак: Ребров, Паршивлюк (Мелкадзе, 72), Макеев (Попов, 37), Боккетти, Гранат. Комбаров, Ромуло, Зотов (Зуев, 62), Глушаков, Промес, Мельгарехо. Запасные: Песьяков, Кутепов, Кутин, Тимофеев. Главный тренер: Дмитрий Анатольевич Аленичев. | |                       |                                                                                  |                                                                              |

| 8 апреля 2016 23 тур | Анжи (Махачкала)             | 0:0                   | Ростов (Ростов-на-Дону) | Махачкала                                            |
| 19:00 MSK | Кудряшов (грубая игра) 90+1' | Протокол 1 Протокол 2 | Боли (грубая игра) 67'  | Стадион: Анжи-Арена Судья: Алексей Николаев (Москва) |
| Анжи: Юрченко, Гаджибеков, Лазич, Жиров, Мусалов, Мкртчян, Маевский (Гасанов, 77), Газимагомедов (Тигиев, 62), Максимов (Абдулавов, 66), Бериша, Боли. Запасные: Дженетов, Помазан, Менса, Амаду, Хадарцев, Эбесилио. Главный тренер: Руслан Агабекович Агаларов. Ростов: Джанаев, Калачев, Баштуш, Навас, Новосельцев, Нобоа, Гацкан, Могилевец (Канга, 71), Азмун (Бухаров, 60), Полоз (Ерохин, 61). Запасные: Покатилов, Медведев, Ротенберг, Маргасов, Терентьев, Эззатоллахи, Киреев, Думбия, Качарава. Главный тренер: Курбан Бекиевич Бердыев. |                              |                       |                         |                                                      |

| 17 апреля 2016 24 тур | Кубань (Краснодар)                                     | 0:1 (0:0)             | Ростов (Ростов-на-Дону) | (Краснодар)                                                      |
| 19:30 MSK | Рабиу (грубая игра) 19' · Концедалов (грубая игра) 65' | Протокол 1 Протокол 2 | Полоз (неспортивное поведение) 45' · Гацкан (Полоз, Думбия, Нобоа) 81′ · Могилевец (неспортивное поведение) 90+1' · Кудряшов (грубая игра) 90+2' | Стадион: Кубань Зрителей: 12 755 Судья: Алексей Матюнин (Москва) |
| Кубань: Беленов, Аподи, Шандао, Армаш, Зотов, Якуба, Рабиу (Концедалов, 64), Майрович, Георгиевский (Манолев, 75), Букур (Жураховский, 68), Селезнев. Запасные: Шевченко, Стажилов, Сантана, Бугаев, Клещенко, Павлюченко, Бальде. Главный тренер: Сергей Абуезидович Ташуев. Ростов: Джанаев, Ротенберг (Кудряшов, 58), Баштуш, Навас, Новосельцев, Маргасов, Нобоа, Гацкан, Могилевец, Азмун (Думбия, 69), Полоз (Бухаров, 83). Запасные: Покатилов, Медведев, Терентьев, Эззатоллахи, Ерохин, Калачев, Канга, Качарава. Главный тренер: Курбан Бекиевич Бердыев. |                                                        |                       | |                                                                  |

| 24 апреля 2016 25 тур | Ростов (Ростов-на-Дону)                                                                                  | 3:0 (1:0)             | Зенит (Санкт-Петербург)                               | Ростов-на-Дону                                                     |
| 19:30 MSK | Канга (грубая игра) 41' · Канга (Полоз, Нобоа, Азмун) 44′ · Азмун (Новосельцев) 59′ · Ерохин (Полоз) 76′ | Протокол 1 Протокол 2 | Витсель (грубая игра) 70' · Кокорин (грубая игра) 88′ | Стадион: «Олимп-2» Зрителей: 15 800 Судья: Сергей Карасев (Москва) |
| Ростов: Джанаев, Калачев, Баштуш, Навас, Новосельцев, Кудряшов (Маргасов, 90), Нобоа, Ерохин, Канга, Азмун (Бухаров, 64), Полоз (Думбия, 82). Запасные: Покатилов, Медведев, Терентьев, Эззатоллахи, Трошечкин, Киреев, Ю, Качарава. Главный тренер: Курбан Бекиевич Бердыев. Зенит: Лодыгин, Смольников, Гарай, Ломбертс, Жирков (Кришито, 79), Маурисио (Юсупов, 79), Гарсия, Витсель, Шатов (Кокорин, 62), Дзюба, Халк. Запасные: Кержаков, Рудаков, Иванов, Палиенко, Богаев, Долгов. Главный тренер: Андре Виллаш-Боаш. | |                       |                                                       |                                                                    |

| 1 мая 2016 26 тур | Мордовия (Саранск) | 2:1 (0:0)             | Ростов (Ростов-на-Дону)                                                | Саранск                                                           |
| 14:30 MSK | Стеванович (срыв атаки) 38' · Самодин (Луценко) 56′ · Ревишвили (неспортивное поведение) 74' · Дудиев (срыв атаки) 78' · Стеванович (Дудиев) 86′ (пен.) | Протокол 1 Протокол 2 | Калачев (симуляция) 67' · Азмун (Калачев) 71′ · Навас (срыв атаки) 84' | Стадион: Старт Зрителей: 4 113 Судья: Владимир Москалёв (Воронеж) |
| Мордовия: Ревишвили, Тишкин, Рыков, Нахушев, Гапон, Стеванович, Махмудов, Дудиев (Игнатович, 90+1), Луценко (Власов, 75), Мухаметшин, Самодин (Перендийя, 84). Запасные: Чебану, Шебанов, Кобахидзе, Навлетов, Ломич, Шипицын Бобер, Иванов. Главный тренер: Марат Федорович Мустафин. Ростов: Джанаев, Ротенберг (Калачев, 46), Маргасов, Навас, Новосельцев, Кудряшов, Нобоа, Ерохин, Канга, Бухаров, Полоз (Азмун, 62). Запасные: Покатилов, Медведев, Терентьев, Эззатоллахи, Могилевец, Трошечкин, Калачев, Киреев, Думбия, Ю, Азмун, Качарава. Главный тренер: Курбан Бекиевич Бердыев. | |                       |                                                                        |                                                                   |

| 6 мая 2016 27 тур | Ростов (Ростов-на-Дону) | 2:1 (2:0)             | Локомотив (Москва)                                            | Ростов-на-Дону                                                               |
| 19:30 MSK | Азмун (Кудряшов, Нобоа) 8′ · Баштуш (грубая игра) 21' · Нобоа 45+1′ · Гацкан (грубая игра) 54' · Азмун (неспортивное поведение) 78' · Думбия (неспортивное поведение) 90' | Протокол 1 Протокол 2 | Логашов (неспортивное поведение) 24' · Шкулетич (Самедов) 52′ | Стадион: «Олимп-2» Зрителей: 14 500 Судья: Кирилл Левников (Санкт-Петербург) |
| Ростов: Джанаев, Ротенберг (Терентьев, 61), Баштуш, Навас, Новосельцев, Кудряшов, Гацкан, Нобоа, Могилевец, Азмун (Думбия, 78), Полоз (Ерохин, 59). Запасные: Покатилов, Медведев, Маргасов, Эззатоллахи, Трошечкин, Канга, Киреев, Ю, Бухаров, Качарава. Главный тренер: Курбан Бекиевич Бердыев. Локомотив: Гилерме, Логашов (Хенти, 87), Чорлука, Дюрица, Денисов, Михалик, Тарасов (Коломейцев, 66), Самедов, Миранчук, Касаев (Жемалетдинов, 72), Шкулетич. Запасные: Коченков, Абаев, Шишкин, Янбаев, Ндинга, Фернандеш, Баринов. Главный тренер: Игорь Геннадьевич Черевченко. | |                       |                                                               |                                                                              |

| 10 мая 2016 28 тур | Динамо (Москва)      | 1:3 (1:1)             | Ростов (Ростов-на-Дону) | Мос. область                                                           |
| 19:30 MSK | Бечирай (Зобнин) 17′ | Протокол 1 Протокол 2 | Ротенберг (грубая игра) 37' · Азмун (Кудряшов) 40′ · Азмун (Нобоа) 50′ · Кудряшов (Могилевец, Калачев) 64′ · Калачев (грубая игра) 69' | Стадион: Арена Химки Зрителей: 5 192 Судья: Александр Егоров (Саранск) |
| Динамо: Габулов, Живоглядов (Морозов, 60), Самба, Хольмен, Соснин, Денисов, Зобнин, Ташаев (Соломатин, 60), Драгун, Ионов, Бечирай. Запасные: Шунин, Лещук, Степанов, Дьяков, Кузьмин, Левин, Терехов, Сарамутин, Обольский. Главный тренер: Сергей Николаевич Чикишев. Ростов: Джанаев, Ротенберг (Калачев, 53), Баштуш, Навас, Новосельцев, Кудряшов, Могилевец (Эззатоллахи, 82), Нобоа, Ерохин, Азмун (Бухаров, 72), Полоз. Запасные: Покатилов, Медведев, Терентьев, Маргасов, Канга, Киреев, Думбия, Ю, Качарава. Главный тренер: Курбан Бекиевич Бердыев. |                      |                       | |                                                                        |

| 16 мая 2016 29 тур | Ростов (Ростов-на-Дону) | 1:0 (0:0)             | Урал (Екатеринбург) | Ростов-на-Дону                                                     |
| 19:30 MSK | Азмун (грубая игра) 25' · Навас (грубая игра) 39' · Ерохин (неспортивное поведение) 61' · Азмун (Калачев, Баштуш, Гацкан) 74′ | Протокол 1 Протокол 2 | Данцев (грубая игра) 20' · Фидлер (грубая игра) 31' · Кулаков (неспортивное поведение) 80' · Фидлер (грубая игра) 81' · Лунгу (неспортивное поведение) 81' | Стадион: «Олимп-2» Зрителей: 15 557 Судья: Сергей Карасёв (Москва) |
| Ростов: Джанаев, Калачев, Баштуш, Навас, Новосельцев, Кудряшов, Нобоа, Гацкан, Могилевец, Азмун, Ерохин. Запасные: Покатилов, Медведев, Маргасов, Ротенберг, Эззатоллахи, Канга, Киреев, Думбия, Качарава. Главный тренер: Курбан Бекиевич Бердыев. Урал: Арапов, Кулаков, Мартынович, Ярошенко, Данцев, Фидлер, Емельянов, Ставпец, Сапета, Рязанцев, Манучарян. Запасные: Шубин, Заболотный, Фонтанелло, Меркулов, Серченков, Коробов. Главный тренер: Вадим Викторович Скрипченко. | |                       | |                                                                    |

| 21 мая 2015 30 тур | Терек (Грозный | 0:2 (0:1)             | Ростов (Ростов-на-Дону)                                                                  | Грозный                                                                |
| 13:30 MSK |                | Протокол 1 Протокол 2 | Нобоа 30′ · Ерохин (Азмун) 50′ · Гацкан (срыв атаки) 88' · Новосельцев (грубая игра) 90' | Стадион: Ахмат-Арена Зрителей: 16 700 Судья: Алексей Николаев (Москва) |
| Терек: Годзюр, Уциев, Семенов, Родолфо, Плиев, Пирис, Кен (Мбенг, 77), Кадыров (Мирзов, 70), Иванов, Рыбусь, Садаев (Митришев, 65). Запасные: Городов, Ойяла, Мохаммади, Адилсон, Кану, Кузяев, Лебеденко. Главный тренер: Рашид Маматкулович Рахимов. Ростов: Джанаев, Ротенберг (Ерохин, 23), Баштуш, Новосельцев, Маргасов, Кудряшов, Гацкан, Нобоа, Калачев, Полоз (Могилевец, 65), Азмун (Бухаров, 69). Запасные: Покатилов, Медведев, Терентьев, Эззатоллахи, Канга, Киреев, Думбия, Ахмаев, Качарава. Главный тренер: Курбан Бекиевич Бердыев. |                |                       |                                                                                          |                                                                        |

### Турнирная таблица
| М               | Команда        | И  | В  | Н  | П  | Мячи    | ±   | О  | Примечания                                             |
| --------------- | -------------- | -- | -- | -- | -- | ------- | --- | -- | ------------------------------------------------------ |
| 1               | ЦСКА           | 30 | 20 | 5  | 5  | 51 − 25 | +26 | 65 | Групповой этап Лиги чемпионов УЕФА 2016/2017           |
| 2               | Ростов         | 30 | 19 | 6  | 5  | 41 − 20 | +21 | 63 | 3-й кв. раунд Лиги чемпионов УЕФА 2016/2017            |
| 3               | Зенит          | 30 | 17 | 8  | 5  | 61 − 32 | +29 | 59 | Групповой этап Лиги Европы УЕФА 2016/2017              |
| 4               | Краснодар      | 30 | 16 | 8  | 6  | 54 − 25 | +29 | 56 | 3-й кв. раунд Лиги Европы УЕФА 2016/2017               |
| 5               | Спартак        | 30 | 15 | 5  | 10 | 48 − 39 | +9  | 50 | 3-й кв. раунд Лиги Европы УЕФА 2016/2017               |
| 6               | Локомотив      | 30 | 14 | 8  | 8  | 43 − 33 | +10 | 50 |                                                        |
| 7               | Терек          | 30 | 11 | 11 | 8  | 35 − 30 | +5  | 44 |                                                        |
| 8               | Урал           | 30 | 10 | 9  | 11 | 39 − 46 | −7  | 39 |                                                        |
| 9               | Крылья Советов | 30 | 9  | 8  | 13 | 19 − 31 | −12 | 35 |                                                        |
| 10              | Рубин          | 30 | 9  | 6  | 15 | 33 − 39 | −6  | 33 |                                                        |
| 11              | Амкар          | 30 | 7  | 10 | 13 | 22 − 33 | −11 | 31 |                                                        |
| 12              | Уфа            | 30 | 6  | 9  | 15 | 25 − 44 | −19 | 27 |                                                        |
| 13              | Анжи           | 30 | 6  | 8  | 16 | 28 − 50 | −22 | 26 | Стыковые матчи за сохранение места в Премьер-лиге      |
| 14              | Кубань         | 30 | 5  | 11 | 14 | 34 − 44 | −10 | 26 | Выбывание в первенство ФНЛ (по итогам стыковых матчей) |
| 15              | Динамо         | 30 | 5  | 10 | 15 | 25 − 47 | −22 | 25 | Выбывание в первенство ФНЛ                             |
| 16              | Мордовия       | 30 | 4  | 12 | 14 | 30 − 50 | −20 | 24 | Выбывание в первенство ФНЛ                             |
| Править таблицу |                |    |    |    |    |         |     |    |                                                        |

Выписка из регламента:

Пункт 17.3. В случае равенства очков у двух и более команд места команд в таблице Чемпионата определяются:
− по наибольшему числу побед во всех матчах;
− по результатам игр между собой (число очков, количество побед, разность забитых и пропущенных мячей, число забитых мячей, число забитых мячей на чужом поле);
− по лучшей разности забитых и пропущенных мячей во всех матчах;
− по наибольшему числу забитых мячей во всех матчах;
− по наибольшему числу мячей, забитых на чужих полях во всех матчах.
Пункт 17.4. При абсолютном равенстве всех указанных показателей места команд в итоговой турнирной таблице определяются в дополнительном матче (турнире) между этими командами.

### Статистика
- Результаты выступлений команды Ростов в домашних и гостевых матчах:

| Итого | Итого | Итого | Итого | Итого | Итого | Итого | Итого | Дома | Дома | Дома | Дома | Дома | Дома | На выезде | На выезде | На выезде | На выезде | На выезде | На выезде |
| И     | О     | В     | Н     | П     | МЗ    | МП    | РМ    | В    | Н    | П    | МЗ   | МП   | РМ   | В         | Н         | П         | МЗ        | МП        | РМ        |
| ----- | ----- | ----- | ----- | ----- | ----- | ----- | ----- | ---- | ---- | ---- | ---- | ---- | ---- | --------- | --------- | --------- | --------- | --------- | --------- |
| 30    | 63    | 19    | 6     | 5     | 41    | 20    | +21   | 11   | 4    | 0    | 22   | 7    | +15  | 8         | 2         | 5         | 19        | 13        | +6        |

- Результаты выступлений команды Ростов по турам:

| Тур   | 01 | 02 | 03 | 04 | 05 | 06 | 07 | 08 | 09 | 10 | 11 | 12 | 13 | 14 | 15 | 16 | 17 | 18 | 19 | 20 | 21 | 22 | 23 | 24 | 25 | 26 | 27 | 28 | 29 | 30 |
| ----- | -- | -- | -- | -- | -- | -- | -- | -- | -- | -- | -- | -- | -- | -- | -- | -- | -- | -- | -- | -- | -- | -- | -- | -- | -- | -- | -- | -- | -- | -- |
| Поле  | Д  | В  | Д  | В  | Д  | В  | Д  | В  | Д  | Д  | В  | Д  | В  | Д  | В  | Д  | В  | Д  | В  | Д  | В  | Д  | В  | В  | Д  | В  | Д  | В  | В  | В  |
| Итог  | Н  | В  | Н  | В  | Н  | П  | В  | П  | В  | В  | П  | В  | В  | В  | В  | Н  | П  | В  | В  | В  | Н  | В  | Н  | В  | В  | П  | В  | В  | В  | В  |
| Место | 10 | 4  | 6  | 5  | 5  | 6  | 5  | 7  | 5  | 4  | 5  | 4  | 4  | 2  | 2  | 2  | 2  | 2  | 2  | 1  | 2  | 1  | 2  | 1  | 1  | 2  | 2  | 2  | 2  | 2  |

Последнее обновление: 21 мая 2016.
Источник: Российская Футбольная Премьер-Лига

Поле: Д = дома; В = на выезде. Итог: Н = ничья; П = команда проиграла; В = команда выиграла; О = матч отложен.

## Кубок России 2015/16
Основная статья: Кубок России по футболу 2015/2016
Клуб решил отправить на игру молодёжный состав по разным причинам, в том числе и из-за задержек зарплаты игрокам. На матч также полетел главный тренер дубля Игорь Гамула..

### Результаты матчей
| 24 сентября 2015 1/16 финала | Тосно (Ленинградская обл.)             | 1:0 (ДВ)              | Ростов (Ростов-на-Дону) | Санкт-Петербург                                          |
| 19:00 MSK | Чиркин (грубая игра) 93' · Михалев 99′ | Протокол 1 Протокол 2 | Христис (грубая игра) 38' · Лазуткин (грубая игра) 63' · Николич (грубая игра) 91' · Шаповалов (грубая игра) 104' · Хахалев (грубая игра) 120' | Стадион: МСА «Петровский» Судья: Денис Шпилёв (Белгород) |
| Ленинградская обл.: Байчора, Аравин (Ковальчик, 84), Мищенко, Смирнов, Тетрашвили, Мухаметшин, Прошин (Лаптев, 62), Чиркин, Голышев, Ильин, Прокофьев (Михалев, 66). Запасные: Книга, Тимошин, Астафьев, Бочков. Главный тренер: Дмитрий Владимирович Парфёнов. Ростов: Гошев, Шаповалов, Лазуткин, Христис, Гречкин, Остапенко, Кондрюков, Сиденко (Хахалев, 105), Трошечкин (Машкин, 69), Стуканов (Забродин, 100), Николич. Запасные: Суслов, Ковалев. Главный тренер: Игорь Васильевич Гамула. |                                        |                       | |                                                          |

## Чемпионат России 2015/16 (молодёжный состав)
Как и в предыдущие годы, параллельно с чемпионатом проходит турнир молодёжных команд.

### Результаты матчей
| 17 июля 2015 1 тур | Ростов-мол. (Ростов-на-Дону)     | 1:1 (1:0)             | Терек-мол. (Грозный) | Батайск                                                                 |
| 16:30 MSK | Кондрюков (Кондрюков) 36′ (пен.) | Протокол 1 Протокол 2 | Бацуев (Кацаев) 74′  | Стадион: «Локомотив» Зрителей: неизвестно Судья: Андрей Юдин (Волжский) |
| Ростов-мол.: Гошев, Реутенко (Люфт, 70), Христис, Лазуткин, Липин, Забродин, Остапенко, Кондрюков, Хахалев, Сухомлинов (Кондрашев, 56), Соловьев (Максименко, 90). Запасные: Пшуков, Станкевич. Главный тренер: Игорь Васильевич Гамула. Терек-мол.: Гудиев, Муслуев, Шахтиев, Сайтхаджиев, Шаипов (Исмаилов, 80), Магомадов, А. Магамаев, Кацаев, Бацуев, Мальсагов, Кадыров (Юнусов, 46; Хизриев, 75). Запасные: Газиев, К. Магамаев, Мадаев, Ахильгов, Абдурахманов. Главный тренер: Ваит Абдул-Хамидович Талгаев. |                                  |                       |                      |                                                                         |

| 25 июля 2015 2 тур | Уфа-мол. | 0:1 (0:1)             | Ростов-мол. (Ростов-на-Дону)                                     | Уфа                                                                             |
| 11:00 MSK |          | Протокол 1 Протокол 2 | Стуканов (Козлов, Кондрюков) 45+1′ · Кондрюков (грубая игра) 86' | Стадион: «Старт» Зрителей: неизвестно Судья: Владислав Французов (Нижнекаменск) |
| Уфа-мол.: Агаев (Ефимов, 21), Павлов (Романовский, 42), Хазиев (Журавлев, 81), Салихов, Морозов, Тамразов, Фримпонг, Кречетов (Лысенков, 62), Килин (Безденежных, 46), Зарипов (Пономарев, 73), Блинников. Запасной: Сафонов. Главный тренер: Сергей Александрович Томаров. Ростов-мол.: Гошев, Шаповалов, Христис, Лазуткин, Гречкин, Забродин, Остапенко, Козлов (Хахалев, 92), Кондрюков, Сиденко (Машкин, 87), Стуканов (Соловьев, 73). Запасные: Гошев, Ковалев, Липин. Главный тренер: Игорь Васильевич Гамула. |          |                       |                                                                  |                                                                                 |

| 1 августа 2015 3 тур | Ростов-мол. (Ростов-на-Дону)                                                                         | 2:1 (2:0)             | Краснодар-мол.                                                                               | Батайск                                                                  |
| 16:30 MSK | Кондрюков (Трошечкин, Остапенко) 15′ · Байрамян (Кондрюков, Трошечкин) 28′ · Ахмаев (срыв атаки) 42' | Протокол 1 Протокол 2 | Шишкин (штрафной удар) 63′ · Стежко (неспортивное поведение) 67' · Гаджиев (грубая игра) 81' | Стадион: «Локомотив» Зрителей: неизвестно Судья: Владимир Певчев (Курск) |
| Ростов-мол.: Гошев, Шаповалов, Христис, Лазуткин, Гречкин, Трошечкин (Забродин, 46), Остапенко (Машкин, 79), Козлов (Соловьев, 64), Кондрюков (Ковалев, 87), Байрамян (Сиденко, 46), Ахмаев (Стуканов, 46). Запасной: Зозин. Главный тренер: Игорь Васильевич Гамула. Краснодар-мол.: Федюшкин, Стежко, Бородин (Сулейманов, 46), Черов, Назаров (Шишкин, 55), Фомин, Квеквескири, Скляр, Марушко, Гаджиев, Игнатьев, Игнатьев. Запасной: Горячкин. Главный тренер: Максим Николаевич Пряников. | |                       |                                                                                              |                                                                          |

| 9 августа 2015 4 тур | Рубин-мол. (Казань) | 1:0 (0:0)             | Ростов-мол. (Ростов-на-Дону)                           | Казань                                                                  |
| 16:00 MSK | Шарафеев 53′ · Кузнецов (грубая игра) 22' · Миронов (грубая игра) 35' · Салахетдинов (срыв атаки) 72' · Михайлов (грубая игра) 75' | Протокол 1 Протокол 2 | Азмун (ошибка арбитра) 39` · Гречкин (грубая игра) 60' | Стадион: Рубин Зрителей: неизвестно Судья: Максим Чембулатов (Кострома) |
| Рубин-мол.: Акмурзин (Щетинин, 42), Кузнецов, Хабибуллин, Доронин (Шабанов, 46), Гаврилов, Миронов, Салахетдинов (Гиниятуллин, 89), Сулаймонов (Шарафеев, 36; Ахметов, 55), Муллин (Михайлов, 55), Ворона, Танков (Каменщиков, 84). Запасной: Коблов. Юрий Анварович Уткульбаев. Ростов-мол.: Гошев, Шаповалов (Машкин, 87), Христис, Лазуткин, Гречкин, Трошечкин (Стуканов, 58), Остапенко (Машкин, 79), Козлов (Ахмаев, 58), Кондрюков (Забродин, 46), Байрамян (Сиденко, 46), Азмун. Запасные: Ковалев, Пшуков. Главный тренер: Игорь Васильевич Гамула. | |                       |                                                        |                                                                         |

| 13 августа 2015 5 тур | Ростов-мол. (Ростов-на-Дону)                                                                                            | 2:0 (1:0)             | Крылья Советов-мол. (Самара)                                                              | Батайск                                                                |
| 17:00 MSK | Кондрюков (Козлов) 12′ (пен.) · Козлов (грубая игра) 39' · Гречкин (грубая игра) 77' · Хахалев (Стуканов, Соловьев) 85′ | Протокол 1 Протокол 2 | Бирюков (грубая игра) 26' · Роганов (фол последней надежды) 39` · Кирица (срыв атаки) 44' | Стадион: «Локомотив» Зрителей: 350 Судья: Евгений Герасименко (Брянск) |
| Ростов-мол.: Гошев, Шаповалов, Христис, Лазуткин, Гречкин, Трошечкин (Забродин, 63), Остапенко, Козлов (Стуканов, 46; Ковалев, 87), Кондрюков (Хахалев, 85), Сиденко (Соловьев, 68), Ахмаев (Машкин, 58). Запасной: Зозин. Главный тренер: Игорь Васильевич Гамула. Крылья Советов-мол.: Шильников, Бирюков (Мелихов, 46), Макушкин, Краснов, Роганов, Кирица, Афиногентов, Попов, Захарян (Калинин, 63), Подъячев, Визнович. Запасной: Ермаков. Главный тренер: Джос Дарден. | |                       |                                                                                           |                                                                        |

| 21 августа 2015 6 тур | ЦСКА-мол. (Москва)                                                                  | 2:2 (1:0)             | Ростов-мол. (Ростов-на-Дону)                              | Москва                                                                      |
| 16:00 MSK | Чернов (Цауня) 29′ · Гордюшенко 57' · Гордюшенко 70′ · Гордюшенко (грубая игра) 88` | Протокол 1 Протокол 2 | Трошечкин 51′ · Хахалев 54′ · Кондрюков (грубая игра) 83' | Стадион: «Октябрь» Зрителей: неизвестно Судья: Артур Фёдоров (Петрозаводск) |
| ЦСКА-мол.: Помазун, Алибеков, Кривулькин, Николаеш (Масютин, 56), Чернов, Ефремов, Цауня (Гордюшенко, 46), Титов (Князев, 69), Алиев (Жамалетдинов, 73), Макаров (Соловьев, 76), Дергачев (Зуев, 59). Запасные: Отмахов, Кондрашов, Бурков, Красильников. Главный тренер: Александр Сергеевич Гришин. Ростов-мол.: Суслов, Шаповалов, Христис, Лазуткин, Гречкин, Забродин, Остапенко, Сиденко (Хахалев, 53), Трошечкин (Ковалев, 85), Кондрюков, Стуканов (Машкин, 74). Запасной: Зозин. Главный тренер: Игорь Васильевич Гамула. |                                                                                     |                       |                                                           |                                                                             |

| 28 августа 2015 7 тур | Ростов-мол. (Ростов-на-Дону)                    | 1:1 (1:1)             | Амкар-мол. (Пермь)                                         | Батайск                                                                      |
| 14:00 MSK | Кондрюков (вратарь) 5' · Стуканов (Сиденко) 35′ | Протокол 1 Протокол 2 | Отмахов (фол последней надежды) · Гусейнов (Парамонов) 38′ | Стадион: «Локомотив» Зрителей: неизвестно Судья: Виталий Ермаков (Краснодар) |
| Ростов-мол.: Суслов, Шаповалов, Христис, Лазуткин, Гречкин, Забродин (Ахмаев, 46), Остапенко, Сиденко, Трошечкин (Машкин, 81), Кондрюков, Стуканов (Хахалев, 70). Запасные: Зозин, Липин, Соловьев. Главный тренер: Игорь Васильевич Гамула. Амкар-мол.: Отмахов, Вазитдинов, Гусейнов, Ромащенко, Беликов (Пушкарев, 86), Краев (Красильников, 4), Мурашов, И. Парамонов, Е. Парамонов (Мосунов, 90), Чухланцев, Анферов (Борчашвили, 84). Запасной. Орлов. Главный тренер: Константин Валентинович Парамонов. |                                                 |                       |                                                            |                                                                              |

| 12 сентября 2015 8 тур | Спартак-мол. (Москва)       | 0:1 (0:0)             | Ростов-мол. (Ростов-на-Дону)                                                          | Москва                                                                                      |
| 16:00 MSK | Синодзука (грубая игра) 74' | Протокол 1 Протокол 2 | Сиденко (Машкин, Стуканов) 53′ · Ахмаев (грубая игра) 54' · Христис (грубая игра) 68' | Стадион: Академия Спартак имени Ф.Черенкова Зрителей: 100 Судья: Константин Юданов (Москва) |
| Спартак-мол.: Сухорученко, Шигорев, Лисинков (Мамин, 46), Сокол, Красильниченко, Шанбиев (Ермаков, 77), Полубояринов, Бакаев (Федчук, 46), Пантелеев, Бабаев, Синодзука. Запасные: Аверкиев, Максименко, Винниченко, Лихачев, Щербаков, Гордеочук, Маликов, Лялюшкин. Главный тренер: Владимир Евгеньевич Бесчастных. Ростов-мол.: Гошев, Шаповалов, Христис, Лазуткин, Гречкин, Трошечкин, Остапенко, Трошечкин (Забродин, 67), Сиденко, Машкин (Хахалев, 85), Стуканов (Ковалев, 87), Ахмаев (Кондрюков, 62). Запасной: Суслов. Главный тренер: Игорь Васильевич Гамула. |                             |                       |                                                                                       |                                                                                             |

| 17 сентября 2015 9 тур | Ростов-мол. (Ростов-на-Дону) | 0:2 (0:0)             | Анжи-мол. (Махачкала)            | Батайск                                                                           |
| 13:00 MSK | Христис (игра рукой) 50'     | Протокол 1 Протокол 2 | Агабалаев 75′ · Дибиргаджиев 84′ | Стадион: «Локомотив» Зрителей: неизвестно Судья: Владимир Шамара (Ростов-на-Дону) |
| Ростов-мол.: Суслов, Шаповалов (Киряков, 88), Христис, Лазуткин (Ковалев, 84), Гречкин, Трошечкин, Остапенко, Трошечкин (Забродин, 55), Сиденко, Машкин (Хахалев, 72), Стуканов (Соловьев, 60), Ахмаев (Кондрюков, 46). Запасной: Пшуков. Главный тренер: Игорь Васильевич Гамула. Анжи-мол.: Шафинский (Дженетов, 46), Гасанов, Белов, Эльмурзаев, М. Мусалов (Кузьмин, 64), Патахов, Джамалутдинов (Магомедов, 86), Сангаджиев (Т. Мусалов, 67), Агабалаев (Рамазанов, 78), Гайдаров, Дибиргаджиев (Решетняк, 90+2). Запасные: Бураев, Алиев, Саидов. Главный тренер: Руслан Агабекович Агаларов. |                              |                       |                                  |                                                                                   |

| 24 сентября 2015 10 тур | Ростов-мол. (Ростов-на-Дону) | 1:0 (1:0)             | Кубань-мол. (Краснодар)      | Батайск                                                                      |
| 13:00 MSK | Стуканов (Канга) 21′         | Протокол 1 Протокол 2 | Кагермазов (грубая игра) 50' | Стадион: «Локомотив» Зрителей: неизвестно Судья: Максим Шутов (Новочеркасск) |
| Ростов-мол.: Суслов, Шаповалов, Лазуткин, Христис, Гречкин, Остапенко, Кондрюков (Ковалев, 90+3), Сиденко (Соловьев, 90+1), Канга (Забродин, 88), Стуканов (Хахалев, 82), Николич (Машкин, 56). Запасные: Пшуков, Киряков. Главный тренер: Игорь Васильевич Гамула. Кубань-мол.: Хайкин, Иванушкин, Джамалатдинов, Журавлев, Пономарев (Кагермазов, 64; Закиров, 87), Галкин (Козловский, 80), Коновалов, Завезён, Тюфяков, Волчков (Образцов, 89), Стефанович. Запасные, Акишин, Митрохин, Рыбаков. Главный тренер: Игорь Витальевич Осинькин. |                              |                       |                              |                                                                              |

| 1 октября 2015 11 тур | Зенит-мол. (Санкт-Петербург)       | 2:0 (1:0)             | Ростов-мол. (Ростов-на-Дону) | Санкт-Петербург                                                                  |
| 15:00 MSK | Кубышкин 45′ · Суанов (Осипов) 48′ | Протокол 1 Протокол 2 | Гречкин (грубая игра) 72'    | Стадион: МСА «Петровский» Зрителей: неизвестно Судья: Евгений Кудряшов (Вологда) |
| Зенит-мол.: Васютин, Ребенко (Поникаров, 88), Вятин, Мареев, Круговой, Кубышкин (Котов, 81), Троянов (Новопашин, 90), Осипов (Ярошенко, 84), Андреев (Плетнев, 67), Назимов (Иванов, 72), Суанов (Романов, 59). Запасные: Кизеев, Никитин, Водянников, Шалимов, Кириллов. Главный тренер: Игорь Витальевич Симутенков. Ростов-мол.: Суслов, Шаповалов, Лазуткин, Христис, Гречкин, Остапенко, Машкин (Забродин, 64), Сиденко, Кондрюков, Стуканов, Николич. Запасные: Пшуков, Ковалев, Киряков, Соловьев, Хахалев. Главный тренер: Игорь Васильевич Гамула. |                                    |                       |                              |                                                                                  |

| 17 октября 2015 12 тур | Ростов-мол. (Ростов-на-Дону) | 4:1 (3:0)             | Мордовия-мол. (Саранск)                 | Батайск                                                                        |
| 13:30 MSK | Трошечкин (Николич, Стуканов) 13′ · Остапенко (грубая игра) 15' · Николич (Остапенко) 25′ · Трошечкин (Остапенко, Николич) 43′ · Стуканов (Николич) 57′ · Ахмаев (грубая игра) 65' | Протокол 1 Протокол 2 | Игошин 25' · Кульнин 70' · Маланьин 75′ | Стадион: «Локомотив» Зрителей: неизвестно Судья: Алексей Сальников (Краснодар) |
| Ростов-мол.: Суслов, Шаповалов, Лазуткин, Христис, Киряков, Остапенко (Ковалев, 89), Трошечкин (Машкин, 68), Сиденко (Забродин, 74), Кондрюков (Хахалев, 86), Стуканов (Соловьев, 90), Николич (Ахмаев, 60). Запасной: Пшуков. Главный тренер: Игорь Васильевич Гамула. Мордовия-мол.: Калюжный (Попов, 76), Ломич (Усов, 58), Сысуев, Мансуров (Учелькин, 44), Ширшиков, Аксеров, Нургалеев (Змеев, 46), Игошев (Кульнин, 46), Адаев, Чибукин (Курчавый, 62), Маланьин. Запасные: Гришин, Ящук, Хайбуллин, Тишенков, Черентаев. Главный тренер: Владимир Александрович Рокунов | |                       |                                         |                                                                                |

| 22 октября 2015 13 тур | Локомотив-мол. (Москва)                                            | 4:3 (0:1)             | Ростов-мол. (Ростов-на-Дону)                                                                                | Москва                                                               |
| 14:30 MSK | Анисимов 46′ · Жемалетдинов 63′ (пен.) · Анисимов 66′ · Рубцов 84′ | Протокол 1 Протокол 2 | Николич (Остапенко, Гречкин) 10′ · Шаповалов (грубая игра) 63' · Ахмаев (Гречкин) 77′ · Ахмаев (Машкин) 86′ | Стадион: Локомотив-Перово Зрителей: 300 Судья: Антон Фролов (Москва) |
| Локомотив-мол.: Ковалев, Соловьев (Никитин, 72), Самохвлаов, Довбня, Щадрин (Рахмонов, 90+1), Макаров (Мостовой, 53), Анисимов (Дорофеев, 83), Миранчук, Жималетдинов, Галаджан (Рубцов, 75), Смирнов (Лысов, 85). Запасные: Ивашов, Гусарь. Главный тренер: Денис Викторович Клюев. Ростов-мол.: Гошев, Шаповалов (Киряков, 70), Лазуткин, Христис, Гречкин, Остапенко, Трошечкин, Сиденко, Кондрюков, Стуканов (Машкин, 80), Николич (Ахмаев, 46). Запасные: Пшуков, Ковалев, Хахалев, Забродин. Главный тренер: Игорь Васильевич Гамула. |                                                                    |                       | |                                                                      |

| 31 октября 2015 14 тур | Ростов-мол. (Ростов-на-Дону) | 1:0 (0:0)             | Динамо-мол. (Москва) | Батайск                                                          |
| 13:00 MSK | Остапенко (грубая игра) 22' · Николич (Машкин) 57′ · Гречкин (грубая игра) 67' · Гречкин (грубая игра) 87` · Шаповалов (грубая игра) 90' | Протокол 1 Протокол 2 | Евтушенко (грубая игра) 20' · Кузьмин (грубая игра) 38' · Обольский (грубая игра) 67' · Ненахов (грубая игра) 90+1' · Степанов (грубая игра) 92` | Стадион: «Локомотив» Зрителей: 300 Судья: Артём Смолин (Вологда) |
| Ростов-мол.: Суслов, Шаповалов, Лазуткин, Христис, Гречкин, Остапенко, Забродин, Сиденко (Киряков, 88), Машкин (Ковалев, 90+1), Кондрюков, Ахмаев (Николич, 46). Запасные: Пшуков, Соловьев, Хахалев. Главный тренер: Игорь Васильевич Гамула. Динамо-мол.: Лещук, Климов, Степанов, Евтушенко, Каляшин (Ненахов, 62), Лёвин, Кузьмин, Моргунов (Терехов, 72), Максименко (Алтунин, 89), Катрич (Могулкин, 62), Обольский. Запасные: Косаревский, Майорский, Щегольков, Рукас, Киреев. Главный тренер: Сергей Николаевич Чикишев. | |                       | |                                                                  |

| 5 ноября 2015 15 тур | Урал-мол. (Екатеринбург)  | 2:3 (0:2)             | Ростов-мол. (Ростов-на-Дону) | Екатеринбург                                                                       |
| 09:00 MSK | Билоног 54′ · Шумихин 56′ | Протокол 1 Протокол 2 | Николич (Сиденко) 11′ · Кондрюков (Сиденко) 27′ · Николич (вратарь) 52' · Шаповалов (грубая игра) 67' · Николич (Остапенко) 85′ · Остапенко (грубая игра) 89' | Стадион: «Урал - манеж» Зрителей: неизвестно Судья: Максим Сутормин (Нижний Тагил) |
| Урал-мол.: Жариков, Дорожинский (Нисафутдинов, 53), Чернов, Дрожалкин (Вакурин, 60), Фомин, Билоног (Филиппов, 68), Шумихин, Давлетшин (Корелин, 70), Дурандин, Говтадзе, Юсупов. Запасные: Тимофеев, Шалин, Миронов, Ламбарский, Валиахметов, Мишуков. Главный тренер: Погос Артушович Галстян. Ростов-мол.: Суслов, Шаповалов, Лазуткин, Христис (Ковалев, 26), Киряков, Остапенко, Забродин, Сиденко (Ахмаев, 65), Машкин, Кондрюков (Хахалев, 90+3), Николич. Запасные: Пшуков, Соловьев. Главный тренер: Игорь Васильевич Гамула. |                           |                       | |                                                                                    |

| 20 ноября 2015 16 тур | Ростов-мол. (Ростов-на-Дону)                                                                                                 | 1:0 (1:0)             | Уфа-мол.                                                                                     | Батайск                                                                        |
| 12:00 MSK | Кондрюков (промах) 18' · Ковалёв 33′ · Шаповалов (грубая игра) 76' · Николич (перекладина) 90' · Николич (грубая игра) 90+1' | Протокол 1 Протокол 2 | Салихов (фол последней надежды) 17` · Хазиев (грубая игра) 67' · Блинников (грубая игра) 72' | Стадион: «Локомотив» Зрителей: неизвестно Судья: Дмитрий Недвижай (Ставрополь) |
| Ростов-мол.: Суслов, Шаповалов, Лазуткин, Ковалёв, Гречкин, Остапенко (Соловьёв, 89), Забродин, Сиденко (Стуканов, 83), Трошечкин (Машкин, 46), Кондрюков (Ахмаев, 67), Николич. Запасные: Пшуков, Киряков, Хахалев. Главный тренер: Игорь Васильевич Гамула. Уфа-мол.: Ефимов, Салихов, Хазиев (Морозов, 87), Филин, Павлов, Тамразов (Лысенков, 42; Мнацаканян, 85), Валимхаметов (Бенифанд, 65), Романовский, Кречетов (Блинников, 71), Безденежных (Панчихин, 90+2), Пурье (Журавлёв, 38). Запасной: Лунёв. Главный тренер: Рустем Радикович Шаймухаметов. | |                       |                                                                                              |                                                                                |

| 29 ноября 2015 17 тур | Краснодар-мол.                                                                | 2:0 (1:0)             | Ростов-мол. (Ростов-на-Дону)                          | Краснодар                                                                         |
| 13:00 MSK | Комличенко (Белоус) 45+1′ (пен.) · Марушко 60′ · Гогличидзе (грубая игра) 74' | Протокол 1 Протокол 2 | Гречкин (грубая игра) 45' · Николич (грубая игра) 63' | Стадион: Академия ФК «Краснодар» Зрителей: неизвестно Судья: Игорь Холин (Майкоп) |
| Краснодар-мол.: Кавлинов, Гогличидзе, Татаев, Марченко, Черов (Старков, 64), Жигулев, Борисов, Батютин (Григорян, 63), Марушко (Шишкин, 88), Белоус (Квеквескири, 81), Комличенко (Воробьёв, 61). Запасные: Федюшкин, Стежко. Главный тренер: Максим Николаевич Пряников. Ростов-мол.: Гошев, Шаповалов, Лазуткин, Ковалёв, Гречкин (Киряков, 74), Остапенко, Забродин (Ахмаев, 65), Сиденко (Соловьёв, 84), Трошечкин (Машкин, 46), Кондрюков (Стуканов, 59), Николич. Запасные: Пшуков, Хахалев. Главный тренер: Игорь Васильевич Гамула. |                                                                               |                       |                                                       |                                                                                   |

| 2 декабря 2015 18 тур | Ростов-мол. (Ростов-на-Дону) | 3:1 (2:0)             | Рубин-мол. (Казань)                                                                                  | Батайск                                                                     |
| 13:00 MSK | Ковалёв (грубая игра) 17' · Николич 24′ · Николич (Стуканов, Сиденко) 29′ · Кондрюков (грубая игра) 42' · Остапенко (Стуканов) 84′ (пен.) | Протокол 1 Протокол 2 | Салихов (грубая игра) 32' · Арутюнян 58′ · Блинников (грубая игра) 81' · Блинников (грубая игра) 84' | Стадион: «Локомотив» Зрителей: неизвестно Судья: Рафаэль Шафеев (Волгоград) |
| Ростов-мол.: Суслов, Шаповалов, Лазуткин, Ковалёв, Гречкин, Остапенко, Машкин (Соловьёв, 90+1), Сиденко (Ахмаев, 76), Кондрюков, Стуканов (Киряков, 86), Николич (Хахалев, 90+1). Запасной: Пшуков. Главный тренер: Игорь Васильевич Гамула. Рубин-мол.: Щетинин, Кузнецов (Малашенко, 83), Жестоков, Хабибуллин, Доронин, Михайлов (Шарафеев, 64), Бибилов, Миронов, Каусаров, Салахетдинов, Арутюнян. Главный тренер: Юрий Анварович Уткульбаев. | |                       | |                                                                             |

| 4 марта 2016 19 тур | Крылья Советов-мол. (Самара) | 1:4 (0:1)             | Ростов-мол. (Ростов-на-Дону)                                                                                        | Саранск                                                              |
| 14:00 MSK | Шаповалов 90+1′ (авт.)       | Протокол 1 Протокол 2 | Остапенко (Вебер) 29′ (пен.) · Ходунов 33' · Ходунов (Сиденко, Остапенко) 62′ · Вебер (Захаров) 71′ · Кондрюков 82′ | Стадион: Старт Зрителей: неизвестно Судья: Евгений Буланов (Саранск) |
| Крылья Советов-мол.: Шильников. Бирюков (Попов, 66), Масальский, Краснов, Макушкин, Кирица (Афиногентов, 77), Роганов, Мелихов, Визнович (Калинин, 60), Голенков, Айссан. Запасной: Ермаков. Главный тренер: Джос Дарден. Ростов-мол.: Гошев, Шаповалов, Логунов, Ковалев, Гречкин, Остапенко (Забродин, 85), Стуканов (Сиденко, 46), Вебер (Машкин, 85), Соболь (Кондрюков, 77), Захаров, Ходунов (Дулаев, 73). Запасные: Суслов, Трошечкин. Главный тренер: Игорь Васильевич Гамула. |                              |                       | |                                                                      |

| 12 марта 2016 20 тур | Ростов-мол. (Ростов-на-Дону)                                       | 1:1 (0:0)             | ЦСКА-мол (Москва)                                                      | Батайск                                                                    |
| 13:00 MSK | Логунов (грубая игра) 18' · Ходунов (неизвестно) 20' · Сиденко 90′ | Протокол 1 Протокол 2 | Алибеков (срыв атаки) 50' · Олейников 72′ · Жамалетдинов (вратарь) 90' | Стадион: «Локомотив» Зрителей: неизвестно Судья: Сергей Баранов (Волжский) |
| Ростов-мол.: Гошев, Шаповалов, Логунов, Ковалев, Гречкин, Остапенко, Кондрюков (Сиденко, 46), Вебер (Машкин, 83), Соболь (Стуканов, 71), Захаров (Ахмаев, 79), Ходунов. Запасные: Суслов, Забродин, Дулаев. Главный тренер: Игорь Васильевич Гамула. ЦСКА-мол: Помазун (Кырнац, 34), Алибеков, Кривулькин, Станисавлевич, А. Натхо (Чалов, 46), Хосонов (Олейников, 57), Леонов, Пухов (Ферапонтов, 78), Гордюшенко (Анисимов, 34), Эктов (Неплюев, 66), Жамалетдинов. Запасной: Масютин. Главный тренер: Александр Сергеевич Гришин. |                                                                    |                       |                                                                        |                                                                            |

| 18 марта 2016 21 тур | Амкар-мол. (Пермь)         | 0:1 (0:0)             | Ростов-мол. (Ростов-на-Дону)                           | Пермь                                                                    |
| 12:00 MSK | Курзенев (грубая игра) 54' | Протокол 1 Протокол 2 | Кондрюков (Остапенко) 88′ · Ахмаев (грубая игра) 90+3' | Стадион: «Звезда» Зрителей: неизвестно Судья: Владимир Бабаев (Тобольск) |
| Амкар-мол.: Красильников, Гусейнов (Бурков, 75), Мосунов, Вазитдинов, Мурашов, Краев, Филиппов (Енев, 46), Трунин (Чухланцев, 64), Анферов, Гооге (Мелехов, 84), Курзенев. Запасные: Отмахов, Ромащенко, Парамонов, Смецкой, Борчашвили. Главный тренер: Константин Валентинович Парамонов. Ростов-мол.: Суслов, Шаповалов, Логунов, Ковалев, Гречкин, Остапенко, Сиденко (Кондрюков, 61), Вебер (Соловьев, 90), Соболь (Стуканов, 46), Захаров (Забродин, 82), Ходунов (Ахмаев, 71). Запасные: Медведев, Дулаев. Главный тренер: Игорь Васильевич Гамула. |                            |                       |                                                        |                                                                          |

| 1 апреля 2016 22 тур | Ростов-мол. (Ростов-на-Дону)                                                               | 0:3 (0:2)             | Спартак-мол. (Москва) | Батайск                                                                   |
| 14:00 MSK | Логунов (неизвестно) 32' · Ходунов (неспортивное поведение) 53' · Логунов (срыв атаки) 55' | Протокол 1 Протокол 2 | Рассказов 10′ · Ломовицкий 32′ · Максименко (неспортивное поведение) 40' · Синодзука (неизвестно) 61′ · Руденко (симуляция) 87' | Стадион: «Локомотив» Зрителей: 650 Судья: Артур Степанян (Ростов-на-Дону) |
| Ростов-мол.: Медведев, Шаповалов, Логунов, Ковалев, Гречкин, Остапенко, Вебер (Забродин, 68), Захаров (Сиденко 28), Соболь (Кондрюков, 57), Трошечкин (Машкин, 46), Ходунов (Дулаев, 76). Запасные: Суслов, Соловьев. Главный тренер: Игорь Васильевич Гамула. Спартак-мол.: Максименко, Сокол, Миронов (Мамин, 90+2), Костылев, Рассказов (Иванов, 90), Разделкин, Полубояринов (Цыганков, 72), Бабаев (Мазуров, 76), Ломовицкий (Лялюшкин, 85), Синодзука (Киселев, 87), Руденко. Запасной: Аверкиев. Главный тренер: Дмитрий Иванович Гунько. |                                                                                            |                       | |                                                                           |

| 7 апреля 2016 23 тур | Анжи-мол. (Махачкала)                                                                                                   | 4:2 (3:0)             | Ростов-мол. (Ростов-на-Дону)                                                                           | Махачкала                                                                           |
| 14:00 MSK | Эльмурзаев 31′ · Дибиргаджиев 35′ · Джамалутдинов 40′ (пен.) · Гайдаров (неспортивное поведение) 55' · Дибиргаджиев 67′ | Протокол 1 Протокол 2 | Гречкин (срыв атаки) 39' · Стуканов (Соболь) 59′ · Ковалев (грубая игра) 85' · Кондрюков (Гречкин) 88′ | Стадион: 3-е поле Анжи-Арена Зрителей: неизвестно Судья: Максим Перезва (Раменское) |
| Анжи-мол.: Дженетов, Саидов (Р. Магомедов, 77), Белов, Джарулаев, Эльмурзаев, Гайдаров, Кузьмин (Р. Магомедов, 81), Агабалаев (Мусалов, 70), Датахов, Джамалутдинов, Дибиргаджиев (Алиев, 87). Запасные: Бураев, Ярикбаев, Рамазанов. Главный тренер: Михаил Александрович Маркаров. Ростов-мол.: Покатилов (Суслов, 46), Шаповалов, Ковалев, Гречкин, Трошечкин (Машкин, 74), Вебер (Кондрюков, 68), Остапенко (Тананеев, 88), Сиденко (Соболь, 46), Ю, Захаров (Ходунов, 56), Качарава (Стуканов, 46). Главный тренер: Игорь Васильевич Гамула. | |                       | |                                                                                     |

| 16 апреля 2016 24 тур | Кубань-мол. (Краснодар) | 1:2 (0:1)             | Ростов-мол. (Ростов-на-Дону)                                                  | Краснодар                                                              |
| 14:00 MSK | Хачиров 71′             | Протокол 1 Протокол 2 | Остапенко (грубая игра) 15' · Логунов (Ковалев, Ю) 27′ · Вебер (Стуканов) 75′ | Стадион: «Труд» Зрителей: неизвестно Судья: Рафаэль Шафеев (Волгоград) |
| Кубань-мол.: Стажила, Джамалутдинов, Журавлев, Пономарев, Тюфяков, Джумаев, Галкин, Нурисов, Завезен, Волчков, Хачиров. Запасные: Фролов, Акишин, Закиров, Кагермазов, Иванушкин, Хагур, Козловский, Сиджах, Шеховцов. Главный тренер: Игорь Витальевич Осинькин. Ростов-мол.: Покатилов (Суслов, 46), Шаповалов, Ковалев, Логунов, Гречкин, Остапенко, Вебер (Кондрюков, 77), Стуканов (Ахмаев, 83), Трошечкин (Захаров, 61), Соболь, Ю (Ходунов, 68). Запасной: Христис. Главный тренер: Игорь Васильевич Гамула. |                         |                       |                                                                               |                                                                        |

| 23 апреля 2016 25 тур | Ростов-мол. (Ростов-на-Дону)                                                                 | 2:1 (1:0)             | Зенит-мол. (Санкт-Петербург)              | Батайск                                                                  |
| 13:00 MSK | Трошечкин (Ю) 38′ · Ю (Стуканов) 54′ · Ходунов (грубая игра) 65' · Логунов (грубая игра) 82' | Протокол 1 Протокол 2 | Кубышкин (вратарь) 90+5' · Кубышкин 90+5′ | Стадион: «Локомотив» Зрителей: неизвестно Судья: Владимир Певчев (Курск) |
| Ростов-мол.: Гошев, Шаповалов, Ковалев, Логунов, Гречкин, Вебер (Машкин, 46), Трошечкин (Ходунов, 63), Стуканов (Христис, 90), Кондрюков, Захаров (Сиденко, 74), Ю (Ахмаев, 84). Запасные: Суслов, Хахалев. Главный тренер: Игорь Васильевич Гамула. Зенит-мол.: Рудаков, Круговой (Слащев, 64), Шалимов (Тарасов, 74), Бугриев (Мареев, 83), Майков, Кубышкин, Осипов, Иванов (Зуев, 57), Плетнев (Назимов, 67), Крапухин, Андреев (Козлов, 58). Запасные: Кизеев, Горулев, Котов. Главный тренер: Игорь Витальевич Симутенков. |                                                                                              |                       |                                           |                                                                          |

| 29 апреля 2016 26 тур | Мордовия-мол. (Саранск)                                             | 1:3 (0:1)             | Ростов-мол. (Ростов-на-Дону)                                                                  | Саранск                                                        |
| 14:00 MSK | Чубукин (грубая игра) 67' · ДМитриев 71′ · Чубукин (срыв атаки) 77' | Протокол 1 Протокол 2 | Стуканов (Трошечкин) 17′ · Остапенко (грубая игра) 44' · Сиденко (Стуканов) 49′ · Сиденко 88′ | Стадион: Старт Зрителей: неизвестно Судья: Ян Марушко (Самара) |
| Мордовия-мол.: Чебану, Ширшиков (Учелькин, 82), Перендийя (Усов, 62) , Теняев, Чубукин, Навлетов, Курчавый (Дмитриев, 66), Адаев, Игошев (Черентаев, 75), Змеев (Нургалеев, 35), Маркин. Запасные: Калюжный, Сысуев, Кузин, Афонин, Хайбуллин, Гришин, Маланьин. Главный тренер: Сергей Викторович Савочкин. Ростов-мол.: Медведев (Суслов, 46), Шаповалов, Ковалев, Логунов, Гречкин, Трошечкин (Сиденко, 46), Остапенко (Вебер, 84), Стуканов (Соболь, 90), Кондрюков (Христис, 90+2), Захаров (Машкин, 88), Ю (Ахмаев, 80). Главный тренер: Игорь Васильевич Гамула. |                                                                     |                       |                                                                                               |                                                                |

| 6 мая 2016 27 тур | Ростов-мол. (Ростов-на-Дону)                   | 1:2 (1:1)             | Локомотив-мол. (Москва)                                                          | Батайск                                                                  |
| 12:00 MSK | Ю (Ю) 42′ (пен.) · Шаповалов (грубая игра) 58' | Протокол 1 Протокол 2 | Махатадзе 19′ · Ферферов (срыв атаки) 41' · Махатадзе 77' · Шаповалов 88′ (авт.) | Стадион: «Локомотив» Зрителей: 150 Судья: Виталий Фаустов (Старый Оскол) |
| Ростов-мол.: Суслов, Шаповалов, Ковалев, Логунов, Гречкин, Трошечкин (Сиденко, 46), Остапенко, Стуканов, Захаров (Вебер, 65; Ходунов, 82), Кондрюков, Ю. Запасные: Пшуков, Христис, Соболь, Ахмаев. Главный тренер: Игорь Васильевич Гамула. Локомотив-мол.: Лантратов, Никитин, Лапшов, Ферферов (Вульфов, 46), Рахмонов, Махатадзе (Куликов, 89), Галанин, Анисимов, Тугарев (Шаров, 73), Чиканчи (Рубцов, 82), Лысов (Рыбчинский, 84). Запасные: Ковалев, Разоренов. Главный тренер: Денис Викторович Клюев. |                                                |                       |                                                                                  |                                                                          |

| 11 мая 2016 28 тур | Динамо-мол. (Москва)                                     | 2:1 (0:1)             | Ростов-мол. (Ростов-на-Дону) | Химки                                                               |
| 14:00 MSK | Махатадзе 66′ · Степанов (грубая игра) 69' · Лелюхин 78′ | Протокол 1 Протокол 2 | Ю (Логунов) 39′ · Трошечкин (грубая игра) 49' · Ю (грубая игра) 80' · Логунов (грубая игра( 90+1' · Христис (грубая игра) 90+1' | Стадион: «Родина» Зрителей: 350 Судья: Максим Руденко (Калининград) |
| Динамо-мол.: Лещук, Ненахов (Горбулин, 89), Калугин, Степанов, Матвийчук (Бурыкин, 46), Грулев (Канавин, 90+3), Левин (Евгеньев, 90+1), Лелюхин, Шолох (Майорский, 46), Соломатин (Антонов, 82), Терехов (Седых, 60). Запасные: Ребриков, Зириков, Киреев, Фарафонов. Главный тренер: Кирилл Александрович Новиков. Ростов-мол.: Покатилов (Суслов, 46) Христис, Ковалев, Логунов, Гречкин, Трошечкин (Сиденко, 65), Забродин (Вебер, 88), Стуканов (Соболь, 77), Захаров (Ходунов, 77), Кондрюков (Ахмаев, 84), Ю. Запасной: Машкин. Главный тренер: Игорь Васильевич Гамула. |                                                          |                       | |                                                                     |

| 15 мая 2016 29 тур | Ростов-мол. (Ростов-на-Дону) | 1:1 (1:1)             | Урал-мол. (Екатеринбург)                     | Батайск                                                                 |
| 14:00 MSK | Стуканов (Ю, Шаповалов) 40′  | Протокол 1 Протокол 2 | Гулиев 33' · Подоксёнов 38′ · Подоксёнов 83' | Стадион: «Локомотив» Зрителей: неизвестно Судья: Андрей Юдин (Волжский) |
| Ростов-мол.: Суслов, Шаповалов, Ковалев, Христис, Гречкин, Трошечкин (Сиденко, 46), Вебер (Ходунов, 76), Стуканов (Соболь, 84), Захаров (Остапенко, 56), Кондрюков, Ю. Запасные: Пшуков, Забродин, Ахмаев. Главный тренер: Игорь Васильевич Гамула. Урал-мол.: Шубин, Нисафутдинов (Дорожинский, 89), Чернов, Кочнев (Дрожалкин, 78), Шалин (Горин, 68), Кузнецов (Билоног, 46), Подоксенов, Гулиев, Гавтадзе, Валиахметов (Корелин, 79), Юсупов (Дурандин, 46). Запасные: Тимофеев, Мишуков. Главный тренер: Погос Артушович Галстян. |                              |                       |                                              |                                                                         |

| 20 мая 2016 30 тур | Терек-мол. (Грозный | 2:1 (2:0)             | Ростов-мол. (Ростов-на-Дону)                                                    | Грозный                                                                               |
| 19:00 MSK | Кадыров (Бацуев) 9′ · Логунов) 24′ (авт.) · Муслуев (грубая игра) 44' · А. Адамов (грубая игра( 67' · Б. Адамов (грубая игра) 74' | Протокол 1 Протокол 2 | Остапенко (грубая игра) 38' · Стуканов (Сиденко) 63′ · Ахмаев (грубая игра) 67' | Стадион: имени Султана Билимханова Зрителей: 300 Судья: Алексей Сальников (Краснодар) |
| Терек-мол.: Майрбеков, А. Адамов (Сайтхаджиев, 67), Муслуев, Шахтиев, Исмаилов, Мальсагов (Абдурахманов, 80), Магомадов, Б. Адамов (И. Умаев, 87), Бацуев, Хусаинов (А. Магамаев, 72), Кадыров. Запасные: Р. Умаев, Дебиров, Мадаев, Альсултанов, К. Магамаев, Умаров, Исаев. Главный тренер: Руслан Хазирович Идигов. Ростов-мол.: Суслов, Христис, Ковалев, Логунов, Гречкин, Стуканов, Остапенко, Забродин (Сиденко, 53), Захаров (Соболь, 85), Ахмаев (Соловьёв, 70), Ходунов. Запасные: Пшуков, Тананеев, Дулаев, Хахалев. Главный тренер: Игорь Васильевич Гамула. | |                       |                                                                                 |                                                                                       |

### Статистика
- Результаты выступлений команды Ростов-мол. в домашних и гостевых матчах:

| Итого | Итого | Итого | Итого | Итого | Итого | Итого | Итого | Дома | Дома | Дома | Дома | Дома | Дома | На выезде | На выезде | На выезде | На выезде | На выезде | На выезде |
| И     | О     | В     | Н     | П     | МЗ    | МП    | РМ    | В    | Н    | П    | МЗ   | МП   | РМ   | В         | Н         | П         | МЗ        | МП        | РМ        |
| ----- | ----- | ----- | ----- | ----- | ----- | ----- | ----- | ---- | ---- | ---- | ---- | ---- | ---- | --------- | --------- | --------- | --------- | --------- | --------- |
| 30    | 50    | 15    | 5     | 10    | 45    | 39    | +6    | 8    | 4    | 3    | 21   | 15   | +6   | 7         | 1         | 7         | 24        | 24        | 0         |

- Результаты выступлений команды Ростов-мол. по турам:

| Тур   | 01 | 02 | 03 | 04 | 05 | 06 | 07 | 08 | 09 | 10 | 11 | 12 | 13 | 14 | 15 | 16 | 17 | 18 | 19 | 20 | 21 | 22 | 23 | 24 | 25 | 26 | 27 | 28 | 29 | 30 |
| ----- | -- | -- | -- | -- | -- | -- | -- | -- | -- | -- | -- | -- | -- | -- | -- | -- | -- | -- | -- | -- | -- | -- | -- | -- | -- | -- | -- | -- | -- | -- |
| Поле  | Д  | В  | Д  | В  | Д  | В  | Д  | В  | Д  | Д  | В  | Д  | В  | Д  | В  | Д  | В  | Д  | В  | Д  | В  | Д  | В  | В  | Д  | В  | Д  | В  | Д  | В  |
| Итог  | Н  | В  | В  | П  | В  | Н  | Н  | В  | П  | В  | П  | В  | П  | В  | В  | В  | П  | В  | В  | Н  | В  | П  | П  | В  | В  | В  | П  | П  | Н  | П  |
| Место | 9  | 4  | 2  | 6  | 5  | 5  | 6  | 4  | 6  | 5  | 5  | 4  | 7  | 6  | 4  | 3  | 4  | 3  | 2  | 2  | 1  | 2  | 3  | 3  | 3  | 3  | 5  | 5  | 5  | 6  |

Последнее обновление: 20 мая 2016.
Источник: Российская Футбольная Премьер-Лига

Поле: Д = дома; В = на выезде. Итог: Н = ничья; П = команда проиграла; В = команда выиграла; О = матч отложен.

## Товарищеские матчи
Летом команда провела 2 предсезонных сбора: первый — в Белеке (Турция), второй — в Стара-Пазово (Сербия).
Свой первый зимний межсезонный сбор «Ростов» провел в Эмиратах. Второй сбор проходил в городе Михас, Испания. В нём команда приняла участие в товарищеском кубке Marbella Cup и проиграла в финале. Третий сбор также состоялся в Испании, в городе Эстепона.

### Основной состав
| 5 июля 2015 | Ростов (Ростов-на-Дону)                                                   | 4:0 (2:0) | Младост (Велика Обарска) | Стара-Пазово (Сербия)                    |
| 19:30 MSK | Гацкан (Калачев, Полоз) 12′ · Полоз 27′ · Полоз (Канга) 51′ · Бухаров 86′ | Протокол  | Юлиан Майр (ФПН) 26`     | Стадион: неизвестно Зрителей: неизвестно |
| Ростов: Джанаев, Трошечкин, Новосельцев, Баштуш, Маргасов, Калачев, Гацкан (Думбия, 53), Канга, Полоз, Ахмаев, Бухаров. |                                                                           |           |                          |                                          |

| 9 июля 2015 | Рад (Белград)                | 2:1 (1:0) | Ростов (Ростов-на-Дону)                  | Стара-Пазово (Сербия)                    |
| 19:00 MSK | Веселинович (Михайлович) 26′ | Протокол  | Калачев (Полоз, Думбия) 4′ · Калачев 34′ | Стадион: неизвестно Зрителей: неизвестно |
| Ростов: Джанаев, Трошечкин, Новосельцев, Баштуш, Маргасов, Гацкан, Канга, Думбия (Ахмаев, 55), Калачев, Полоз, Бухаров. |                              |           |                                          |                                          |

| 12 июля 2015 | Раднички (Ниш) | 0:4 (0:2) | Ростов (Ростов-на-Дону)                                            | Стара-Пазово (Сербия)                    |
| 19:00 MSK |                | Протокол  | Думбия 10′ · Канга 37′ · Полоз (Думбия) 52′ · Калачев (Думбия) 60′ | Стадион: неизвестно Зрителей: неизвестно |
| Ростов: Джанаев, Трошечкин, Новосельцев, Баштуш, Маргасов, Гацкан, Канга (Абациев, 70), Думбия (Бекчентаев, 70), Калачев (Байрамян, 70), Полоз (Ахмаев, 62), Бухаров (Могилевец, 46). |                |           |                                                                    |                                          |

| 7 сентября 2015 | Ростов (Ростов-на-Дону)                                                            | 4:2 (4:1) | Чайка (Песчанокопское)                             | Ростов-на-Дону                                        |
| 16:30 MSK | Байрамян 2′ · Ю Бён Су (Маргасов) 16′ · Бухаров (Полоз, Трошечкин) 25′ · Полоз 27′ | Протокол  | Карташов 5′ · Браун-Форбс 50′ (авт.) · Семакин 69' | Стадион: Запасное поле "Олимп-2" Зрителей: неизвестно |
| Ростов: Гошев, Маргасов (Лазуткин, 50), Навас (Ротенберг, 46), Новосельцев (Гречкин, 60), Терентьев (Остапенко, 60), Могилевец (Машкин, 46), Трошечкин (Шаповалов, 60), Байрамян (Браун Форбс, 46), Полоз (Христис, 46), Ю Бен Су (Сиденко, 60), Бухаров (Ахмаев, 60). Запасные: Джанаев, Суслов. Главный тренер: Курбан Бекиевич Бердыев. ): Каземиров, Лещиков, Масловский, Сагин, Магомедов, Морозов, Николаев, Карташов, Смуров, Ситников, Обозный. |                                                                                    |           |                                                    |                                                       |

| 17 января 2016 | Ростов (Ростов-на-Дону)                              | 2:1 (0:1) | Хэнань (Чжэнчжоу) | Абу-Даби (ОАЭ)                                 |
| 15:00 MSK | Сиденко (Терентьев) 49′ · Полоз (Бухаров) 65′ (пен.) | Протокол  | неизвестно 34′    | Стадион: Зайед Спорт Сити Зрителей: неизвестно |
| Ростов: Джанаев (Гошев, 46), Ротенберг (Маргасов, 46), Баштуш (Лазуткин, 46), Новосельцев (Навас, 46), Гречкин (Терентьев, 46), Гацкан (Нобоа, 46), Трошечкин (Могилевец, 46), Калачев (Сиденко, 46), Канга (Ю Бен Су, 46), Киреев (Полоз, 46), Качарава (Бухаров, 46). Запасной: Медведев. Главный тренер: Курбан Бекиевич Бердыев. |                                                      |           |                   |                                                |

| 23 января 2016 | Ростов (Ростов-на-Дону) | 2:1 (1:0) | Чонбук (Чонджу)                               | Абу-Даби (ОАЭ)                                 |
| 15:00 MSK | Ротенберг (грубая игра) 13' · Бухаров (Киреев, Гацкан) 23′ (пен.) · Маргасов (срыв атаки) 45+2' · Кудряшов (грубая игра) 55' · Полоз (Трошечкин) 70′ (пен.) · Терентьев (грубая игра) 85' | Протокол  | неизвестно (грубая игра) 45' · неизвестно 56′ | Стадион: Зайед Спорт Сити Зрителей: неизвестно |
| Ростов: Джанаев (Медведев, 46), Ротенберг (Терентьев, 46), Новосельцев (Лазуткин, 46), Маргасов (Баштуш, 46), Гречкин (Терентьев, 46), Гацкан (Нобоа, 46), Канга (Трошечкин, 46; Сиденко, 71), Киреев (Калачев, 46), Ю (Могилевец, 46), Думбия (Полоз, 46), Бухаров (Качарава, 46). Запасной: Гошев. Главный тренер: Курбан Бекиевич Бердыев. | |           |                                               |                                                |

| 2 февраля 2016 | Ростов (Ростов-на-Дону)                                | 3:0 (2:0) | Цзянсу Сайнти (Нанкин) | Марбелья (Испания)                                           |
| 19:00 MSK | Думбия 10′ · Калачев (Нобоа) 32′ · Полоз (Бухаров) 49′ | Протокол  |                        | Стадион: Эстадио Мунисималь де Марбелья Зрителей: неизвестно |
| Ростов: Джанаев (Медведев, 46), Ротенберг (Терентьев, 46), Баштуш (Маргасов, 46), Лазуткин (Новосельцев, 46), Трошечкин (Кудряшов, 46), Нобоа (Могилевец, 46), Гацкан (Эззатоллахи, 46), Калачев (Киреев, 37; Трошечкин, 82)), Ю (Канга, 46), Думбия (Полоз, 46), Качарава (Бухаров, 46). Запасные: Гошев, Навас, Азмун. Главный тренер: Курбан Бекиевич Бердыев. |                                                        |           |                        |                                                              |

| 6 февраля 2016 Marbella Cup | Ростов (Ростов-на-Дону) | 0:0 (0:0) | Бенфика (Луанда)             | Михас (Испания)                             |
| 18:30 MSK |                         | Протокол  | неизвестно (грубая игра) 10' | Стадион: Ла Кала Гольф Зрителей: неизвестно |
| Ростов: Джанаев (Покатилов, 46), Кудряшов (Ротенберг, 46), Баштуш (Лазуткин, 62), Лазуткин (Терентьев, 31), Трошечкин, Канга (Нобоа, 46), Гацкан (Эззатоллахи, 46) Калачев (Маргасов, 17), Ю (Полоз, 62), Киреев (Азмун, 62), Качарава (Бухаров, 60). Запасные: Медведев, Гошев, Навас, Новосельцев, Могилевец, Думбия. Главный тренер: Курбан Бекиевич Бердыев. |                         |           |                              |                                             |

| 9 февраля 2016 Marbella Cup | Ростов (Ростов-на-Дону) | 0:2 (0:1) | Сувон Блюуингз (Сувон)          | Михас (Испания)                             |
| 18:30 MSK |                         | Протокол  | неизвестно 11′ · неизвестно 69′ | Стадион: Ла Кала Гольф Зрителей: неизвестно |
| Ростов: Покатилов (Гошев, 46), Ротенберг (Терентьев, 46), Лазуткин (Маргасов, 31), Баштуш (Лазуткин, 61; Могилевец, 80), Кудряшов (Трошечкин, 46), Могилевец (Эззатоллахи, 46), Гацкан (Нобоа, 46), Киреев (Канга, 33), Полоз (Киреев, 61), Качарава (Бухаров, 46; Баштуш, 68), Ю (Азмун, 46). Запасные: Джанаев, Медведев, Навас, Новосельцев, Калачев, Думбия. Главный тренер: Курбан Бекиевич Бердыев. |                         |           |                                 |                                             |

| 24 февраля 2016 | Ростов (Ростов-на-Дону) | 0:1 (0:1)             | Русенборг (Тронхейм) | Марбелья (Испания)                      |
| 18:30 MSK |                         | Протокол 1 Протокол 2 | Мидтшо 29′           | Стадион: Сан Педро Зрителей: неизвестно |
| Ростов: Покатилов, Терентьев (Киреев, 46), Новосельцев, Навас, Маргасов (Ерохин, 46), Кудряшов, Могилевец (Эззатоллахи, 46), Гацкан, Нобоа, Ю (Канга, 46), Полоз. Запасные: Медведев, Баштуш, Ротенберг, Трошечкин, Калачев, Думбия, Азмун, Бухаров, Качарава. Главный тренер: Курбан Бекиевич Бердыев. Русенборг: Хансен, Свенссон, Эйольфссон (Бьёрдаль, 54), Региниуссен, Шельвик, Йенсен, Конрадсен, Мидтшо, Хелланн (Рашани, 73), Гюткьяер (Вильяльмссон, 73), Ланлай. Главный тренер: Коре Ингебригтсен. |                         |                       |                      |                                         |

| 27 февраля 2016 | Ростов (Ростов-на-Дону)      | 2:0 (1:0)  | Стабек (Берум) | Марбелья (Испания)                      |
| 18:00 MSK | Эззатоллахи 35′ · Баштуш 62′ | Протокол 1 |                | Стадион: Сан Педро Зрителей: неизвестно |
| Ростов: Покатилов, Маргасов (Ротенберг, 46), Новосельцев, Навас, Кудряшов (Терентьев, 69), Эззатоллахи (Баштуш, 46), Гацкан, Канга (Могилевец, 46), Нобоа (Трошечкин, 83), Полоз (Киреев, 70), Ю (Качарава, 46). Запасные: Джанаев, Гошев, Гречкин, Ерохин, Калачев, Сиденко, Думбия, Азмун, Бухаров. Главный тренер: Курбан Бекиевич Бердыев. |                              |            |                |                                         |

### Молодёжный состав
| 28 июня 2015 | МИТОС (Новочеркасск) | 1:3 (0:3)             | Ростов-мол. (Ростов-на-Дону) | Новочеркасск                        |
|              |                      | Протокол 1 Протокол 2 |                              | Стадион: Ермак Зрителей: неизвестно |

| 4 июля 2015 | СКА (Ростов-на-Дону)                                                  | 3:1 (2:1) | Ростов-мол. (Ростов-на-Дону)           | Ростов-на-Дону |
| | Подбельцев 13′ · Ходунов (Подбельцев) 30′ · Стуканов (Подбельцев) 59′ | Протокол  | Ю Бён Су 11′ · Николич (пен.) (2 тайм) |                |
| СКА: Колесов, Хинчагов, Рябоконь, Мироник, Соболь (Кудзиев, 46), Захаров (Джангишиев, 46), Ларинов (Казаченко, 46), Пронин (Вебер, 46), Ходунов (Стуканов, 46), Подбельцев. |                                                                       |           |                                        |                |

| 8 июля 2015 | Ростов-мол. (Ростов-на-Дону) | 0:1      | МИТОС (Новочеркасск) | Ростов-на-Дону                                        |
| 17:00 MSK   |                              | Протокол |                      | Стадион: Запасное поле "Олимп-2" Зрителей: неизвестно |

| 17 февраля 2016 | Ростов-мол. (Ростов-на-Дону) | 5:0      | Алания-мол. (Владикавказ) | Ессентуки            |
|                 |                              | Протокол |                           | Зрителей: неизвестно |

| 20 февраля 2016 | Ростов-мол. (Ростов-на-Дону) | 2:1 | Машук-КМВ (Пятигорск) | Пятигорск            |
| 15:00 MSK       | Стуканов · Захаров           |     | Наталич               | Зрителей: неизвестно |

| 24 февраля 2016 | Ростов-мол. (Ростов-на-Дону)       | 4:1 | Нарт (Черкесск) | Ессентуки            |
|                 | Соболь · Дулаев · Машкин · Захаров |     | неизвестно      | Зрителей: неизвестно |

| 26 февраля 2016 | Ростов-мол. (Ростов-на-Дону) | 1:0      | Динамо (Ставрополь) | Ессентуки            |
| 15:00 MSK       | Машкин                       | Протокол |                     | Зрителей: неизвестно |

## Достижения

### Командные
| Турнир           | Достижение                | *      |
| ---------------- | ------------------------- | ------ |
| Чемпионат России | Серебряные медали (1 раз) | [ 44 ] |

### Индивидуальные
| Нац.          | Номер | Игрок            | Достижение                                              | *      |
| ------------- | ----- | ---------------- | ------------------------------------------------------- | ------ |
| Флаг России   | 35    | Сослан Джанаев   | Попадание в «Team of the Week FIFA 15» #47              | [ 45 ] |
| Флаг Анголы   | 15    | Баштуш           | Попадание в «Team of the Season FIFA 16» Silver         | [ 46 ] |
| Флаг России   | 35    | Сослан Джанаев   | Попадание в «Team of the Season Russian League FIFA 16» | [ 47 ] |
| Флаг Анголы   | 15    | Баштуш           | Попадание в «Team of the Season Russian League FIFA 16» | [ 47 ] |
| Флаг Эквадора | 16    | Кристиан Нобоа   | Попадание в «Team of the Season Russian League FIFA 16» | [ 47 ] |
| Флаг Молдовы  | 84    | Александр Гацкан | Попадание в «Team of the Season Russian League FIFA 16» | [ 47 ] |
| Флаг России   | 35    | Сослан Джанаев   | № 3 в списке 33 лучших футболистов чемпионата России    | [ 48 ] |
| Флаг Анголы   | 15    | Баштуш           | № 3 в списке 33 лучших футболистов чемпионата России    | [ 48 ] |
| Флаг России   | 30    | Фёдор Кудряшов   | № 3 в списке 33 лучших футболистов чемпионата России    | [ 48 ] |
| Флаг Эквадора | 16    | Кристиан Нобоа   | № 3 в списке 33 лучших футболистов чемпионата России    | [ 48 ] |
| Флаг Ирана    | 20    | Сердар Азмун     | № 3 в списке 33 лучших футболистов чемпионата России    | [ 48 ] |
| Флаг России   | 7     | Дмитрий Полоз    | № 3 в списке 33 лучших футболистов чемпионата России    | [ 48 ] |

### Индивидуальные (Ростовские)
| Нац.         | Номер | Игрок            | Достижение                                                                        | *      |
| ------------ | ----- | ---------------- | --------------------------------------------------------------------------------- | ------ |
| Флаг Габона  | 9     | Каку Гелор Канга | Лучший игрок ФК «Ростов» в июле 2015 года                                         | [ 49 ] |
| Флаг России  | 35    | Сослан Джанаев   | Лучший игрок ФК «Ростов» в августе 2015 года                                      | [ 50 ] |
| Флаг России  | 7     | Дмитрий Полоз    | Лучший игрок ФК «Ростов» в сентябре 2015 года                                     | [ 51 ] |
| Флаг России  | 7     | Дмитрий Полоз    | Лучший игрок ФК «Ростов» в октябре 2015 года                                      | [ 52 ] |
| Флаг России  | 7     | Дмитрий Полоз    | Лучший игрок ФК «Ростов» в ноябре и декабре 2015 года                             | [ 53 ] |
| Флаг России  | 35    | Сослан Джанаев   | Лучший игрок ФК «Ростов» в марте 2016 года                                        | [ 54 ] |
| Флаг России  | 35    | Сослан Джанаев   | Лучший игрок ФК «Ростов» в апреле 2016 года                                       | [ 55 ] |
| Флаг России  | 35    | Сослан Джанаев   | Лучший игрок ФК «Ростов» в сезоне 2015/16 по версии болельщиков                   | [ 56 ] |
| Флаг Молдовы | 84    | Александр Гацкан | Лучший игрок ФК «Ростов» в сезоне 2015/16 по версии «Ростовских сетевых маньяков» | [ 57 ] |